# Telekamery 2023
Telekamery 2023 – nagrody i nominacje 26. plebiscytu Telekamery „Tele Tygodnia” dla postaci i wydarzeń telewizyjnych za rok 2022. Nominacje ogłoszono 20 marca 2023 roku. Nagrody zostały przyznane podczas gali, która odbyła się 25 maja 2023. Uroczystość została wyemitowana przez TV Puls.

## Laureaci i nominowani
Opracowano na podstawie materiału źródłowego:

### Aktorka
- Aleksandra Adamska – Skazana, TVN
- Vanessa Aleksander – Wojenne dziewczyny i The Office PL, TVP1 i Canal+ Premium
- Adriana Kalska – Papiery na szczęście i M jak miłość, TVN 7 i TVP2
- Dorota Kolak – Przyjaciółki i Wotum nieufności, Polsat
- Danuta Stenka – Nieobecni, TVN
- Agata Załęcka – Leśniczówka i Dzielnica strachu, TVP1 i Puls 2
- Agnieszka Żulewska – Wielka woda, Netflix

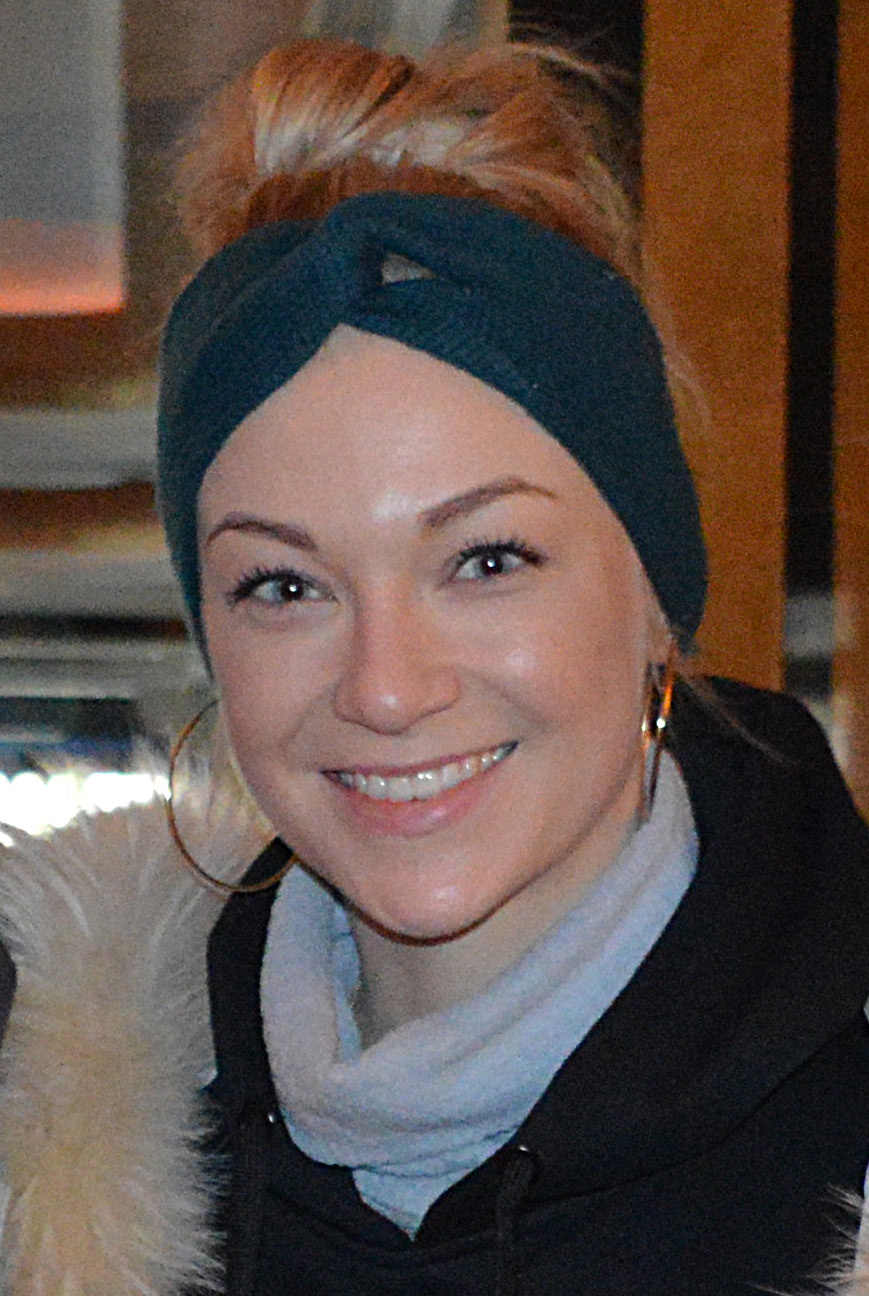
Aleksandra Adamska
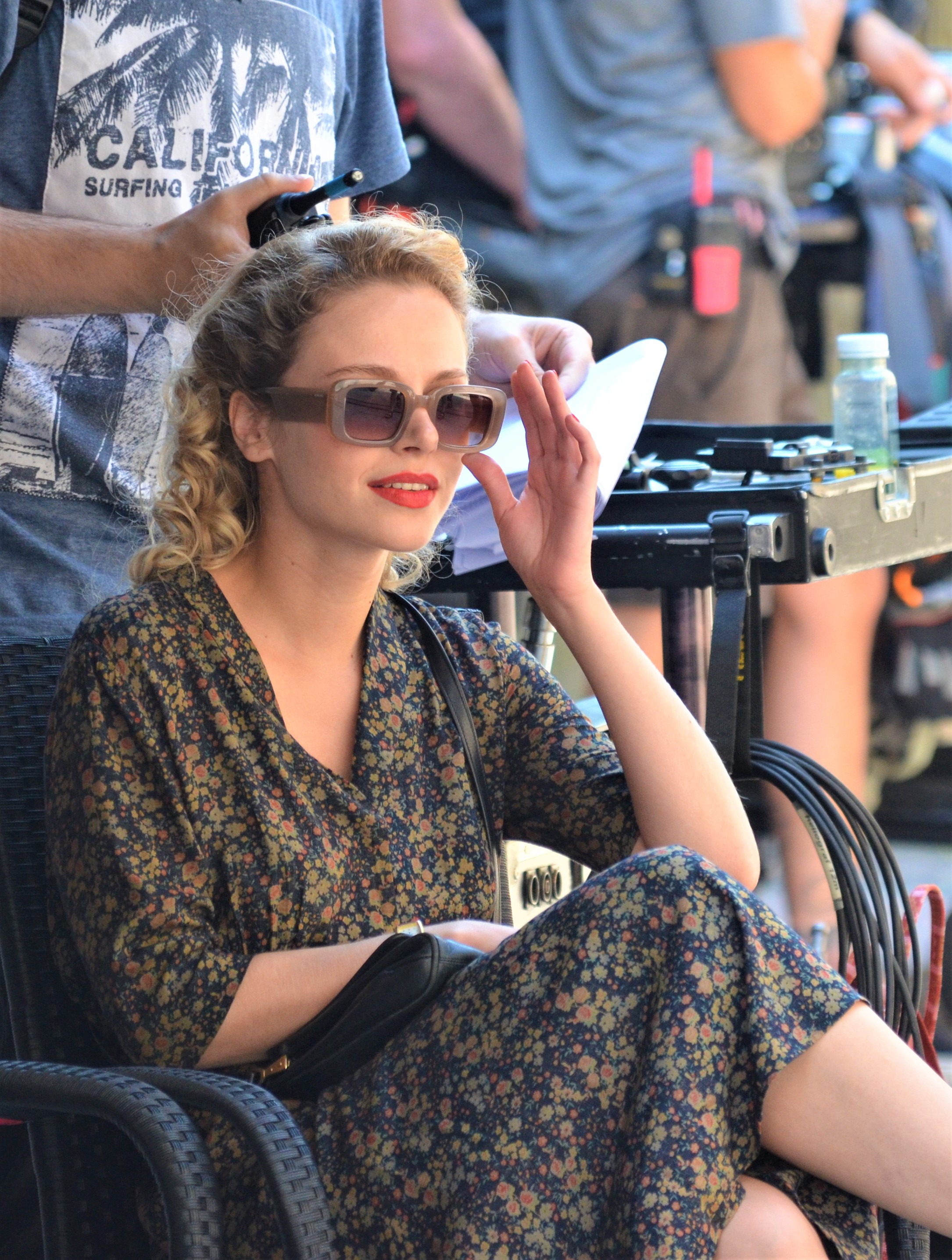
Vanessa Aleksander
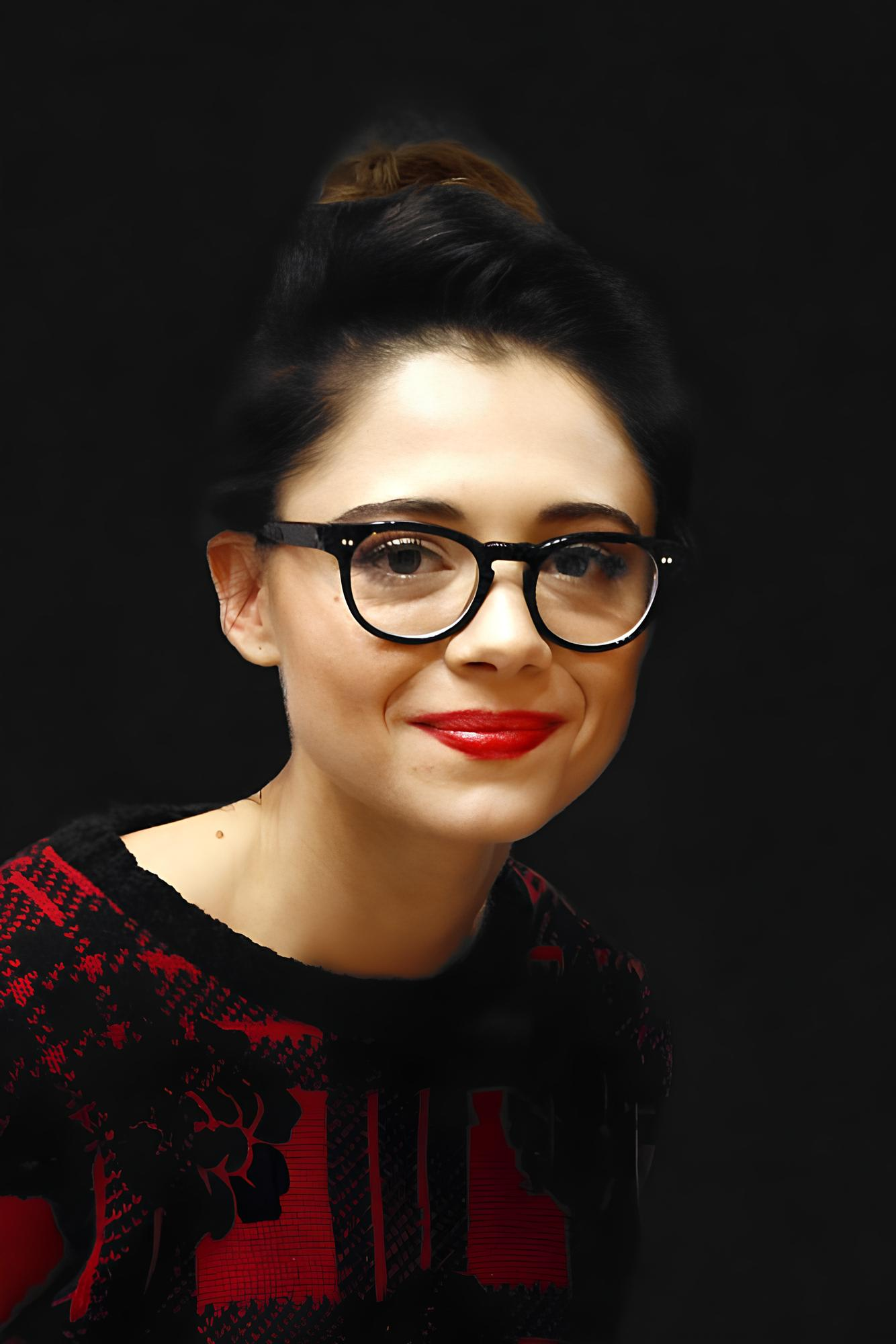
Adriana Kalska
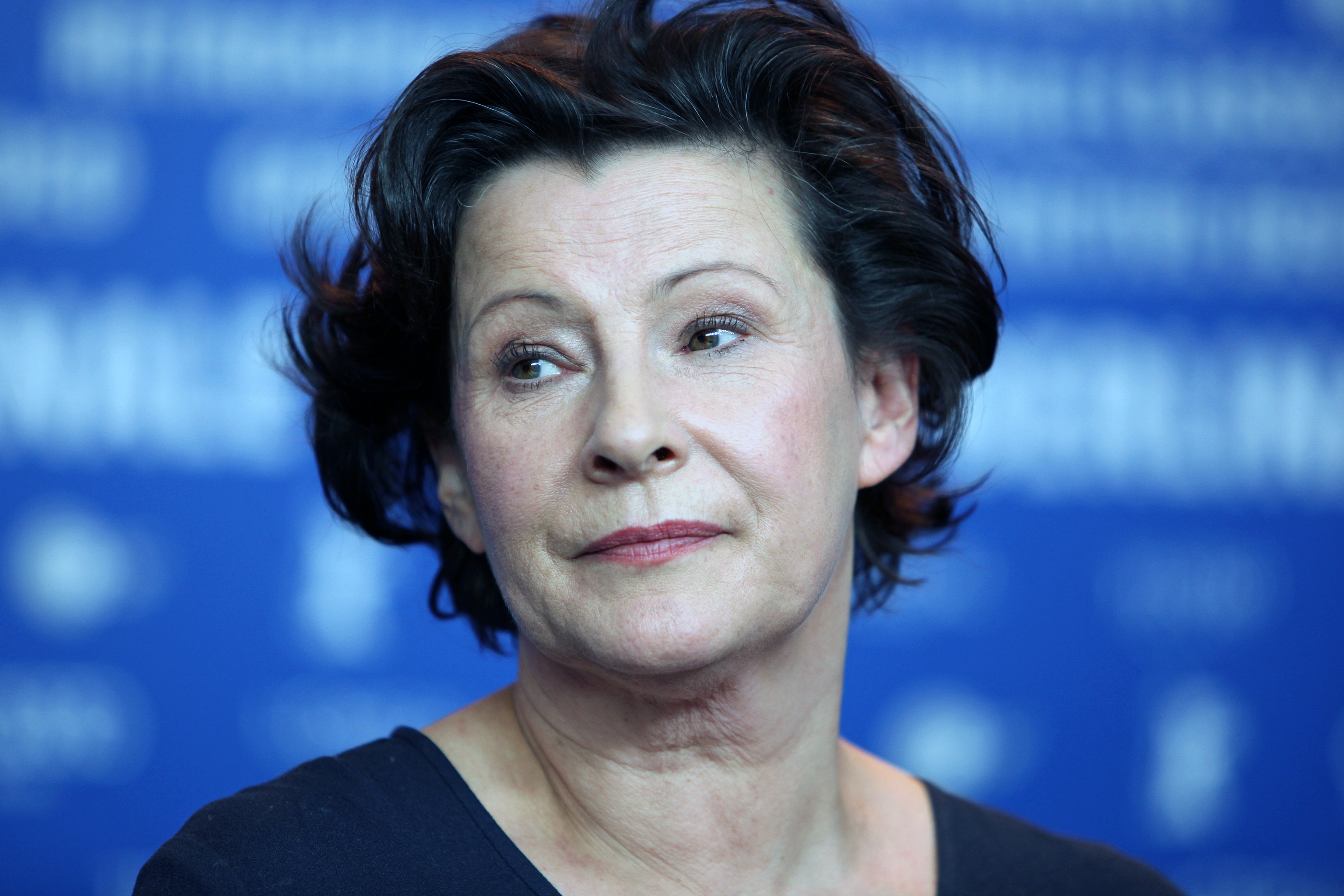
Dorota Kolak
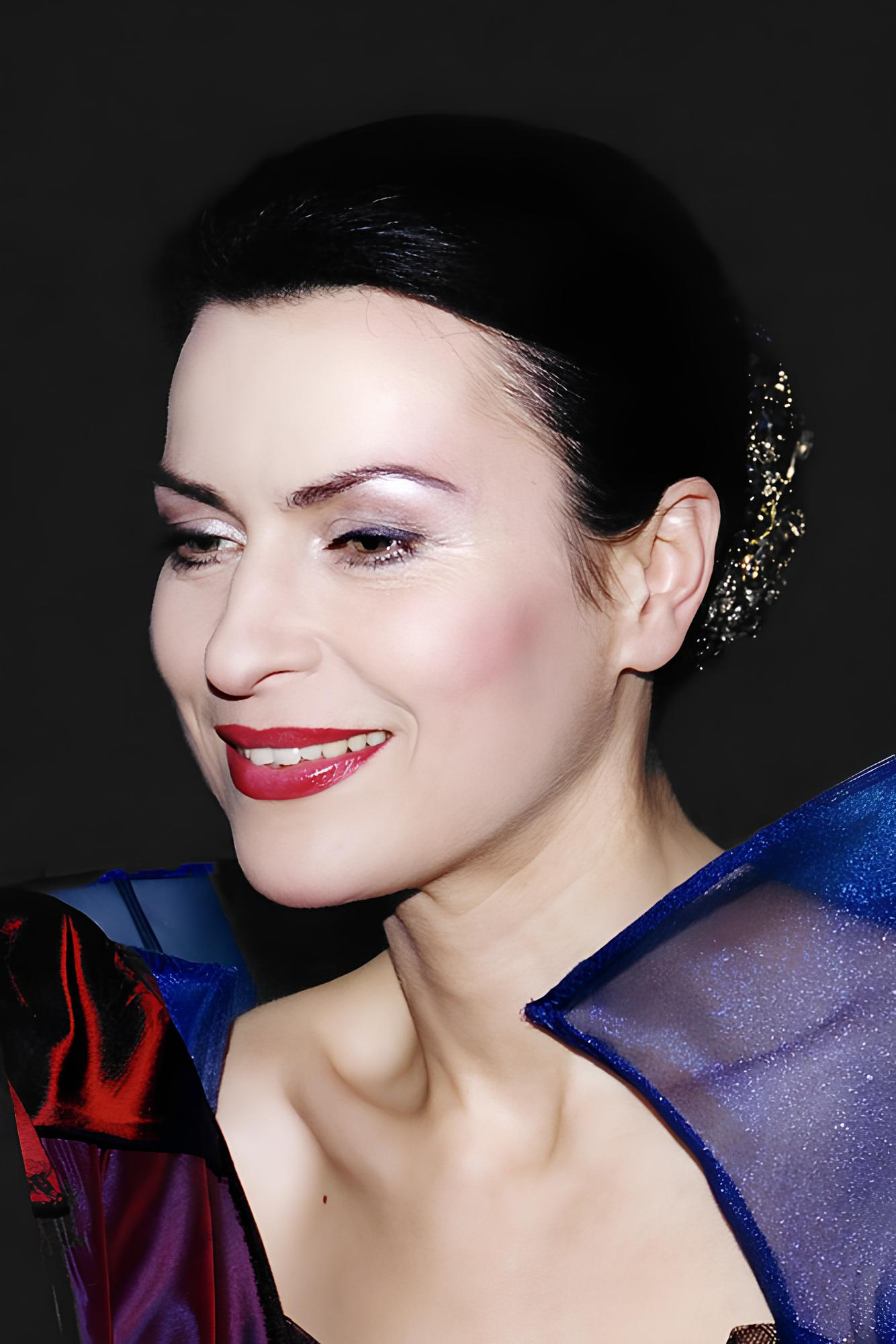
Danuta Stenka
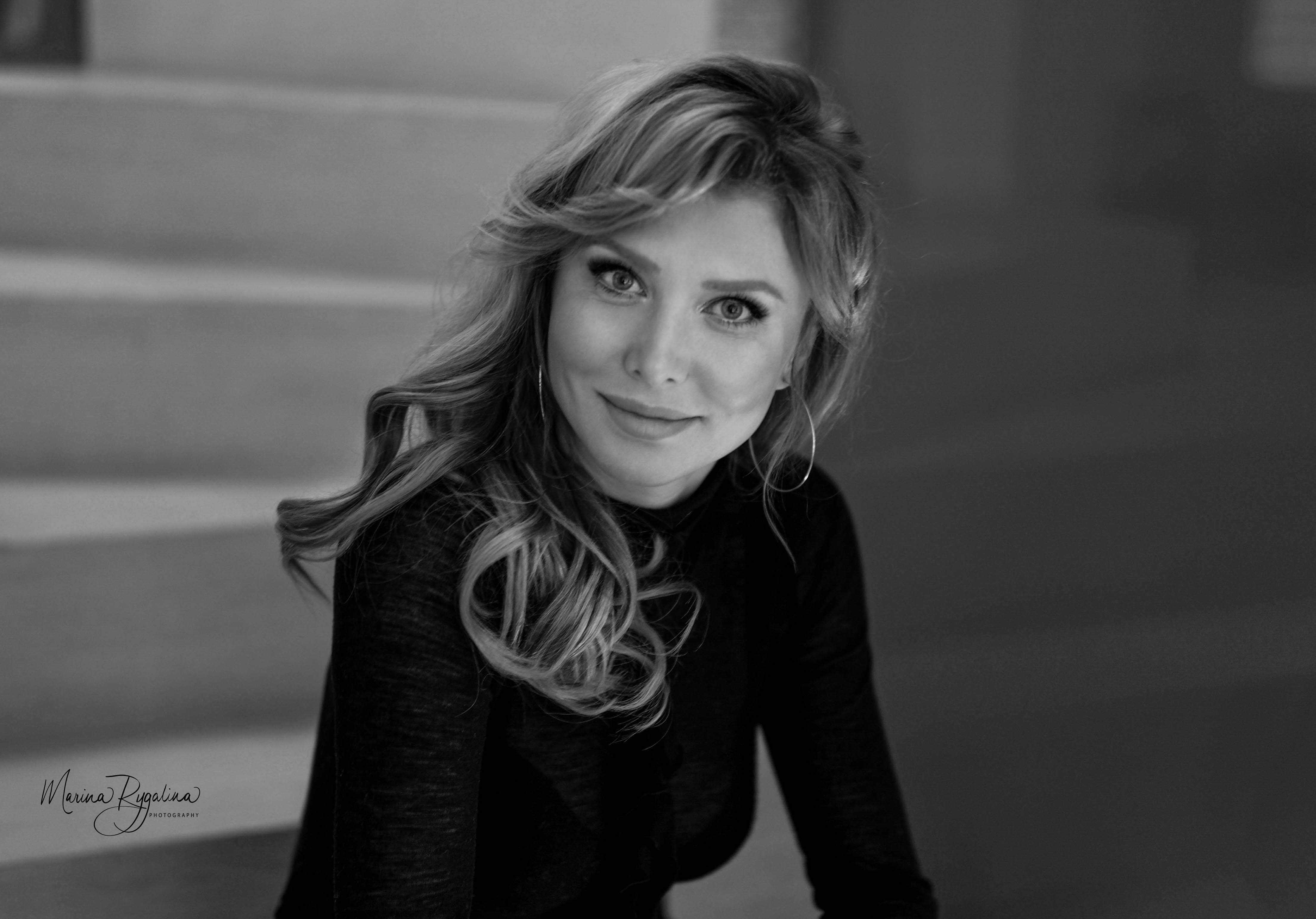
Agata Załęcka
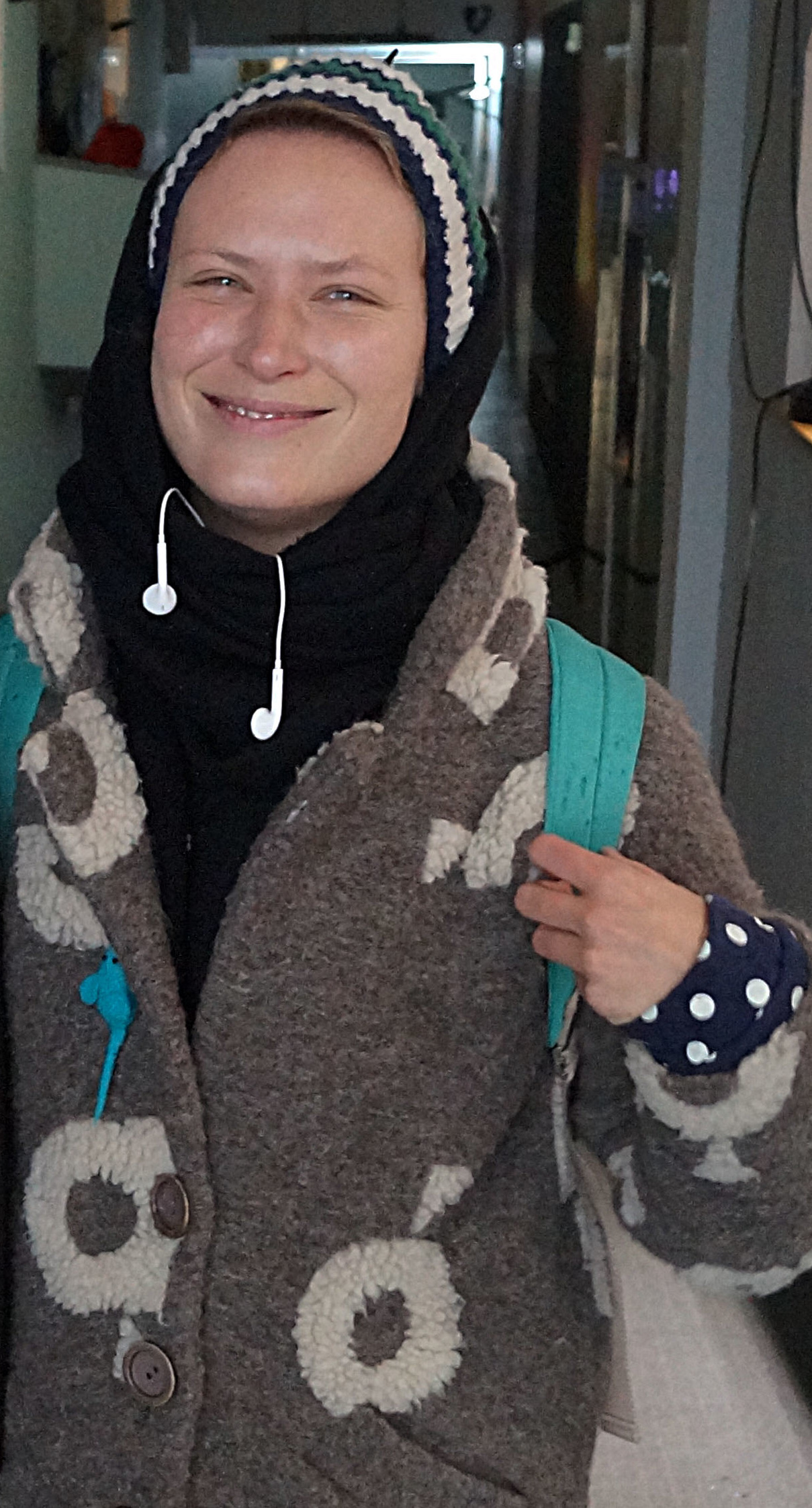
Agnieszka Żulewska

### Aktor
- Przemysław Bluszcz – Leśniczówka i Kowalscy kontra Kowalscy, TVP1 i Polsat
- Michał Czernecki – Skazana, Mental i Rodzina na Maxa, TVN, Polsat Box Go i Polsat
- Marcin Dorociński – Erynie, TVP VOD
- Jakub Gierszał – Chyłka. Oskarżenie, TVN
- Piotr Głowacki – Nieobecni i Na dobre i na złe, TVN i TVP2
- Leszek Lichota – Osaczony i Wotum nieufności, Polsat
- Andrzej Młynarczyk – Dzielnica strachu, Puls 2
- Antoni Pawlicki – Mecenas Porada i Wotum nieufności, Polsat

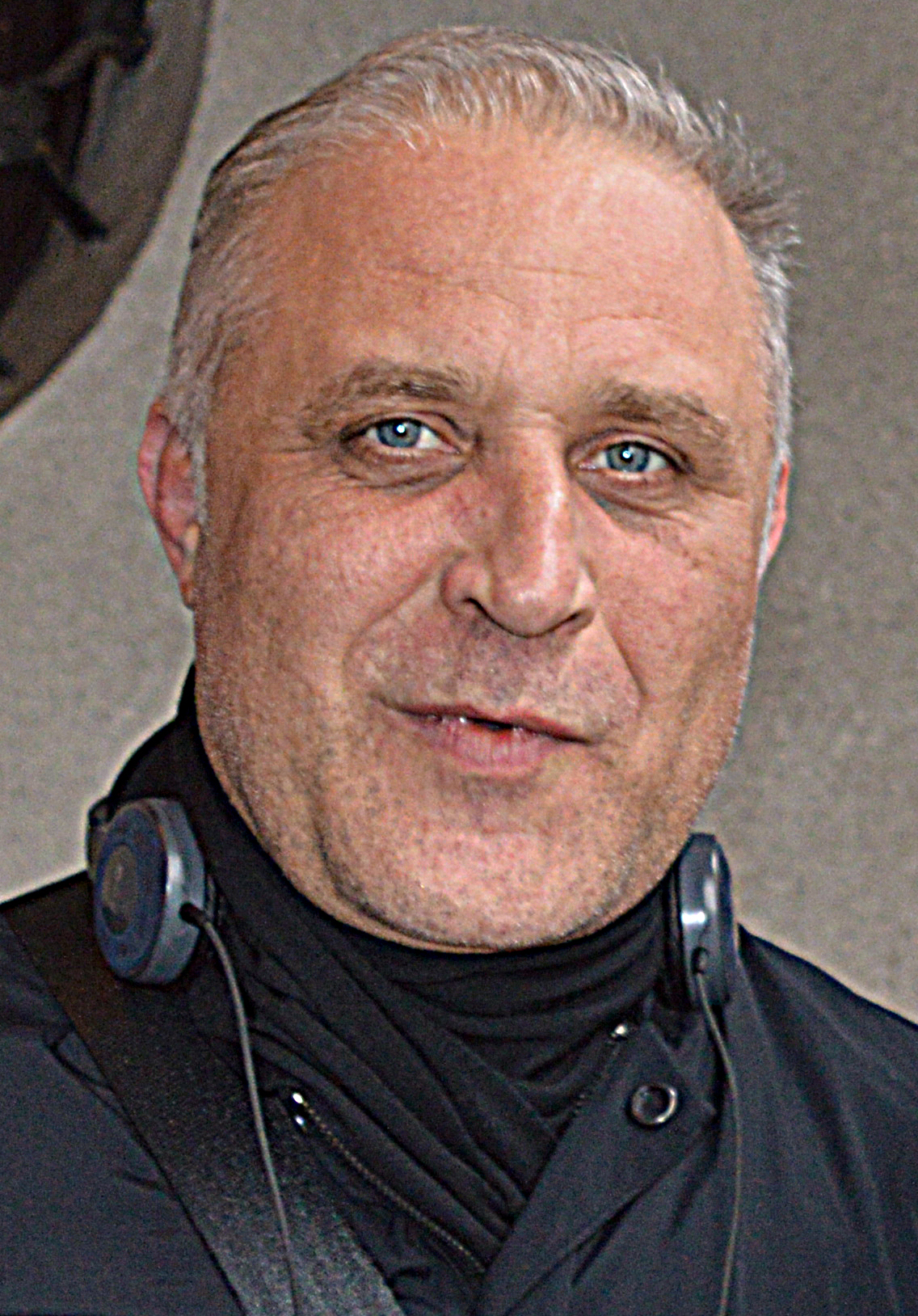
Przemysław Bluszcz
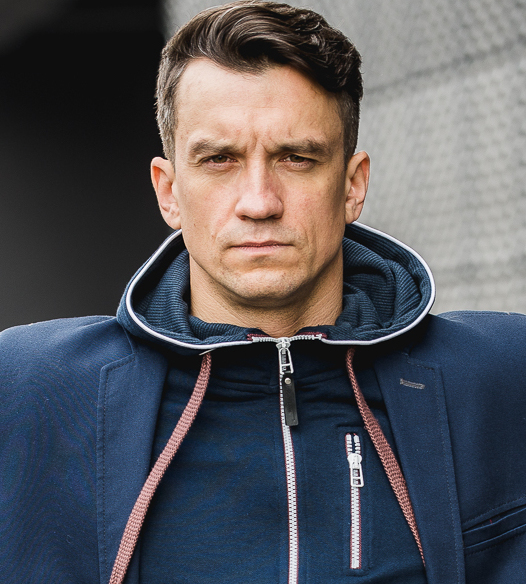
Michał Czernecki
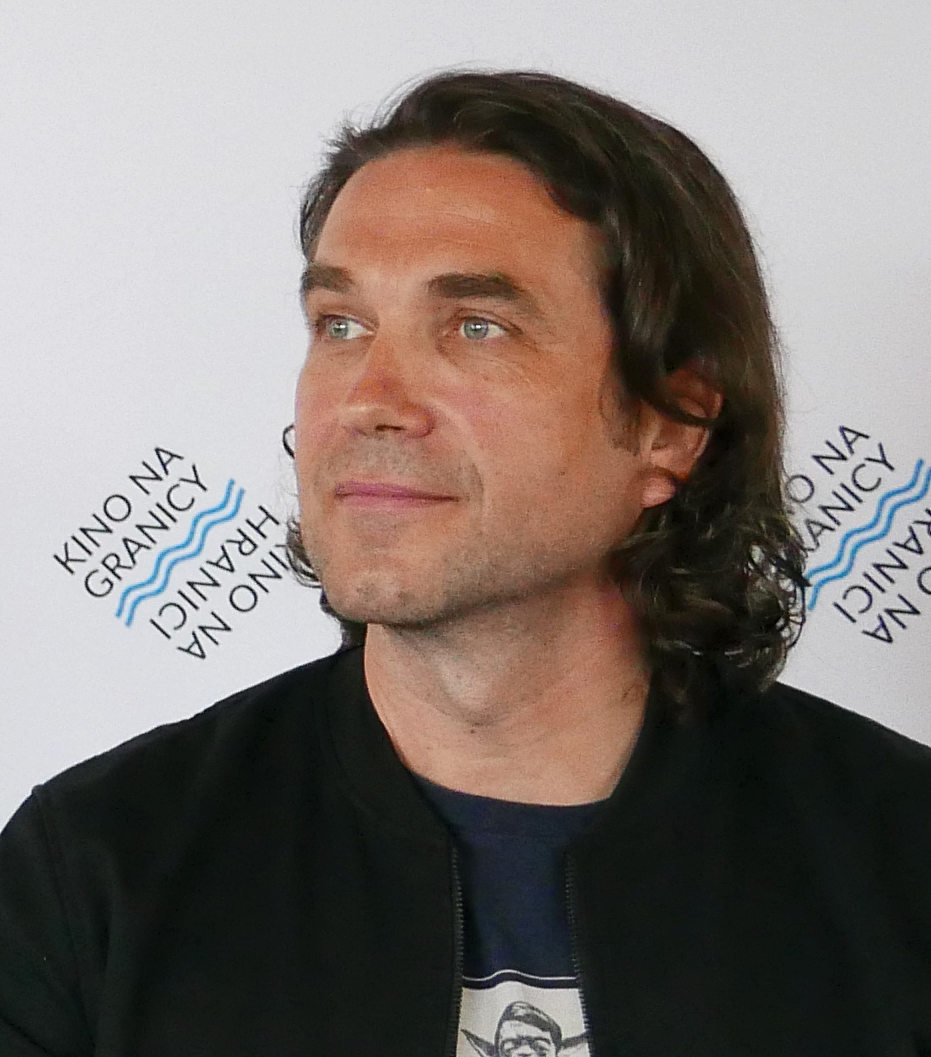
Marcin Dorociński
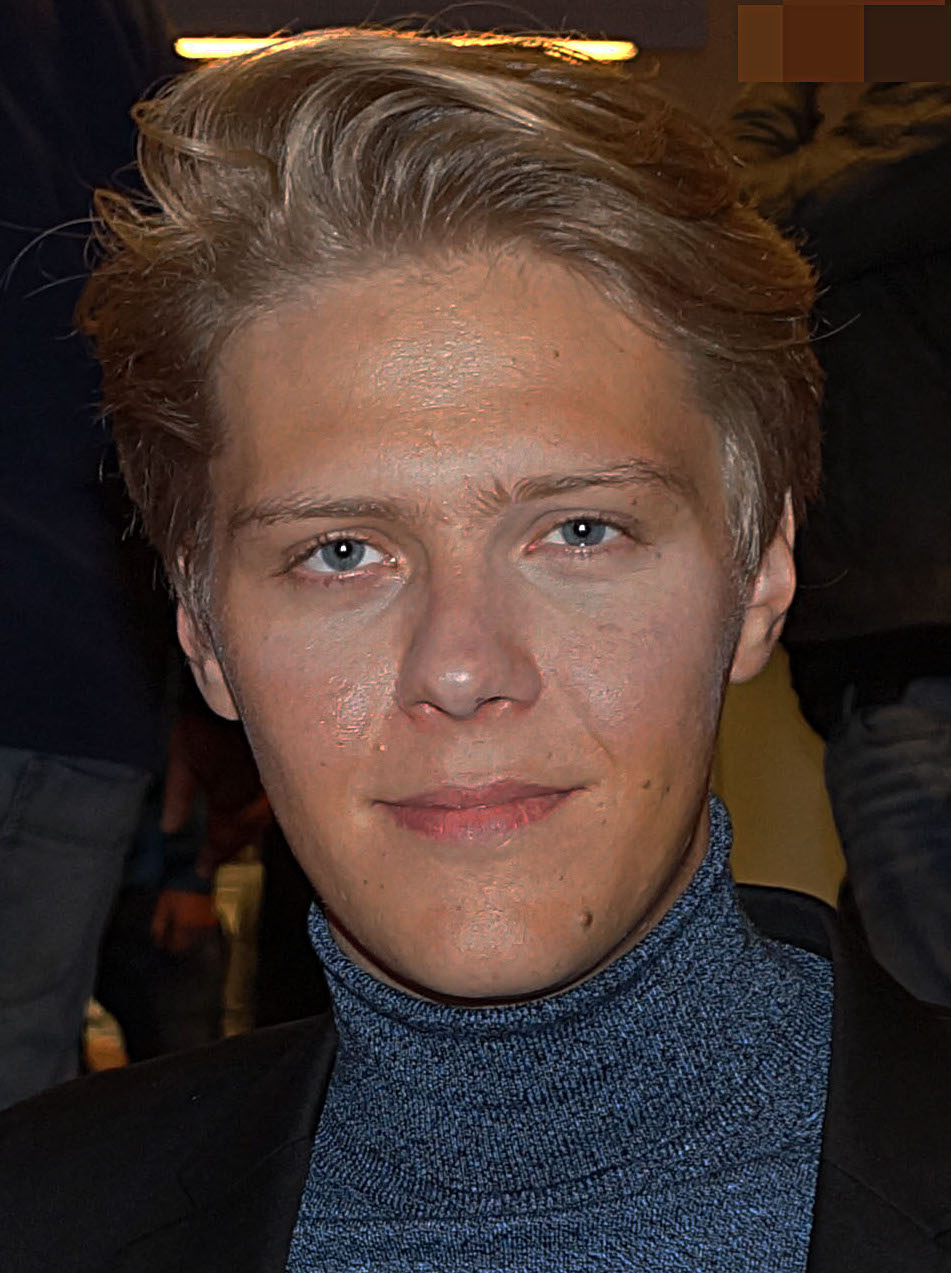
Jakub Gierszał
Piotr Głowacki
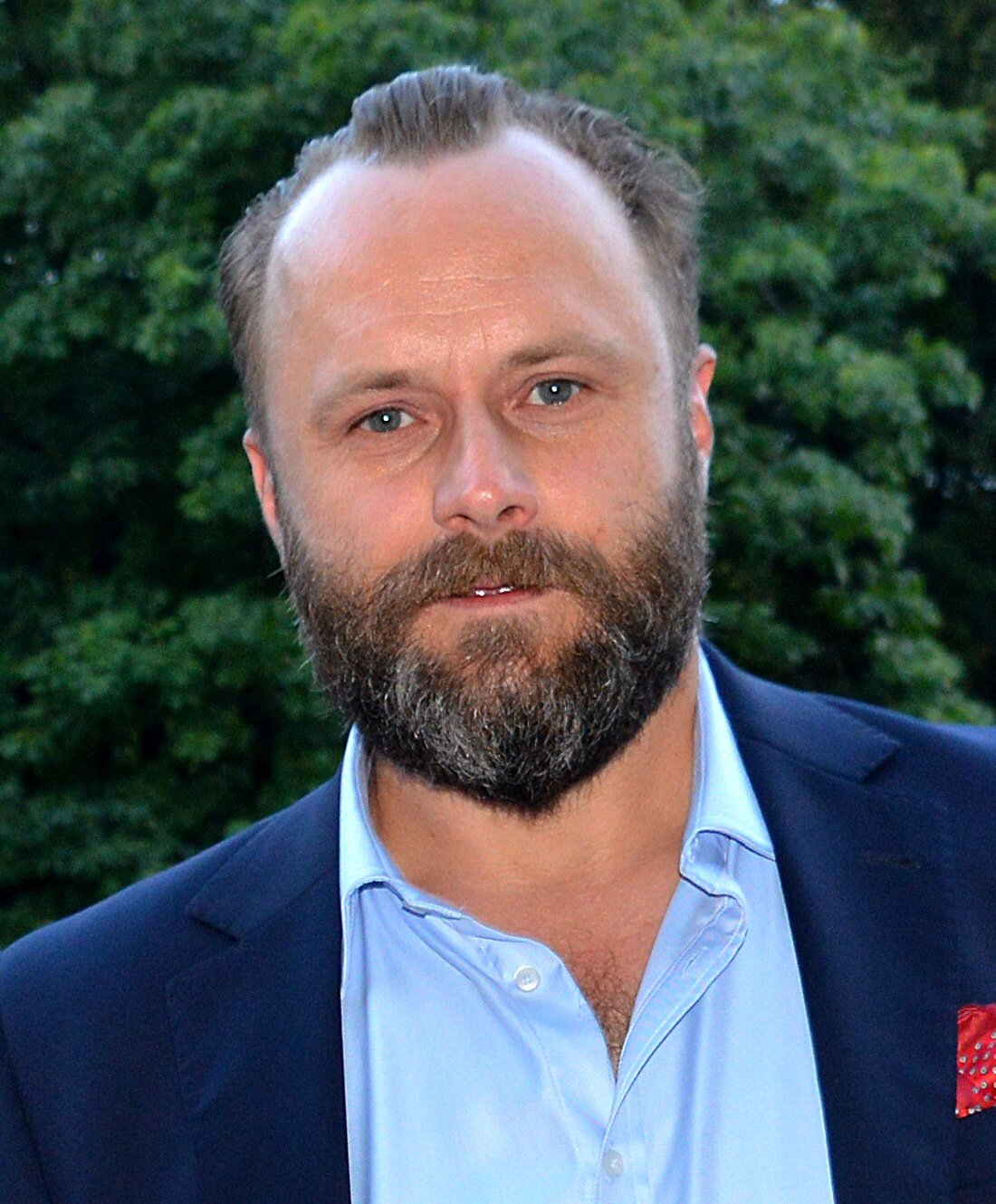
Leszek Lichota
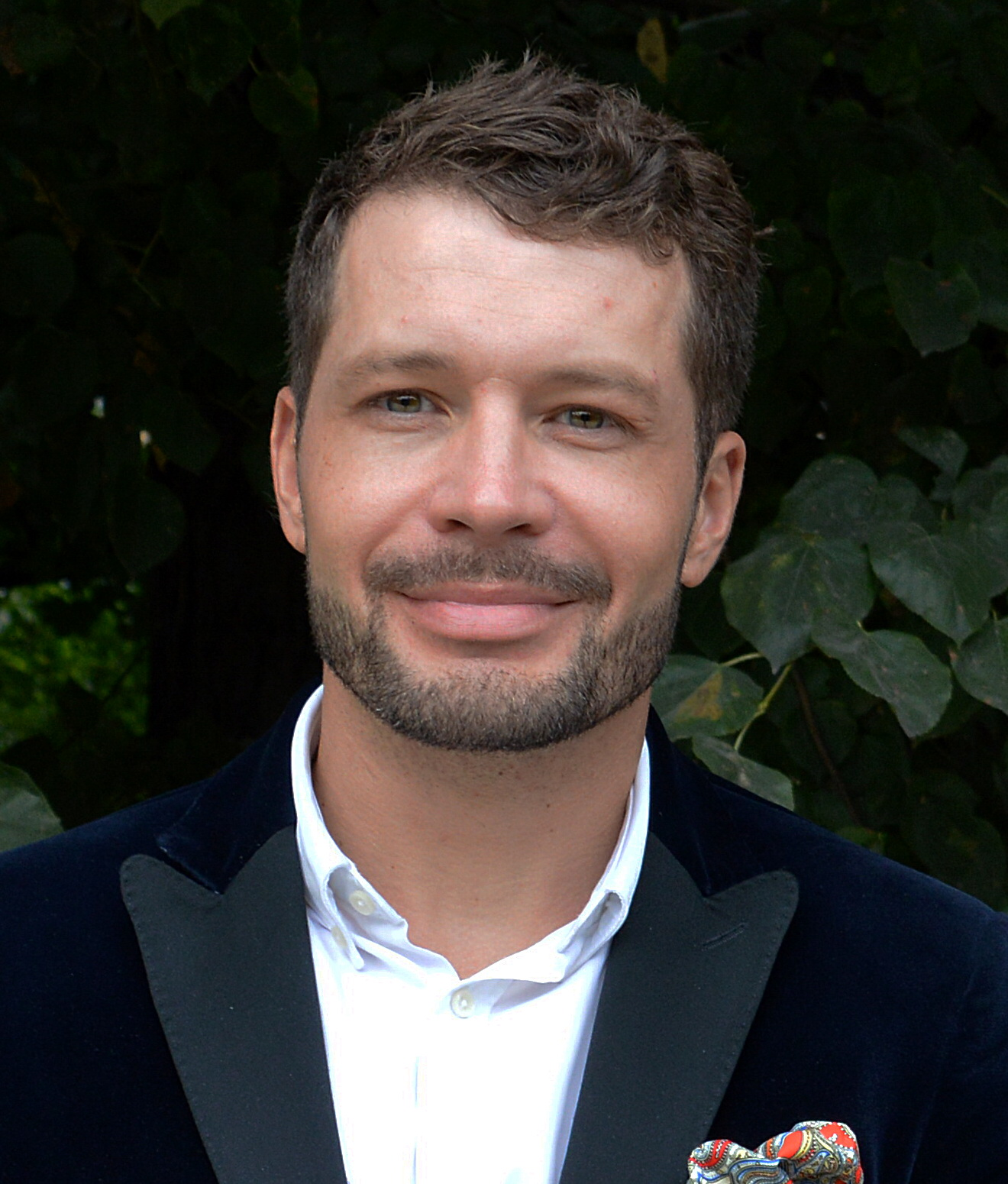
Andrzej Młynarczyk
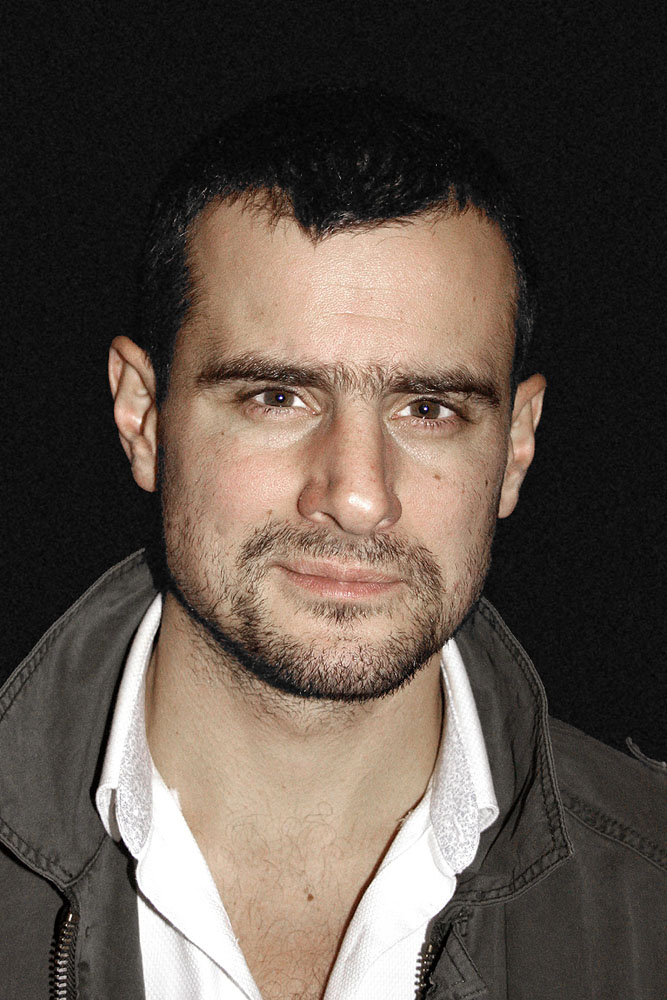
Antoni Pawlicki

### Serial
- Behawiorysta – Player
- Erynie – TVP VOD
- Gang Zielonej Rękawiczki – Netflix
- Komisarz Alex – TVP1
- Leśniczówka – TVP1
- Na Wspólnej – TVN
- Osaczony – Polsat Box Go, Polsat
- Przyjaciółki – Polsat
- Skazana – Player, TVN
- Stulecie Winnych – TVP1
- Wojenne dziewczyny – TVP1
- Wotum nieufności – Polsat Box Go, Polsat

### Nagroda magazynu „Netfilm”
- Rozdzielenie – Apple TV+
- Ród Smoka – HBO Max
- The Bear – Disney+
- The Boys 3 – Amazon Prime Video
- Wednesday – Netflix
- Wielka woda – Netflix

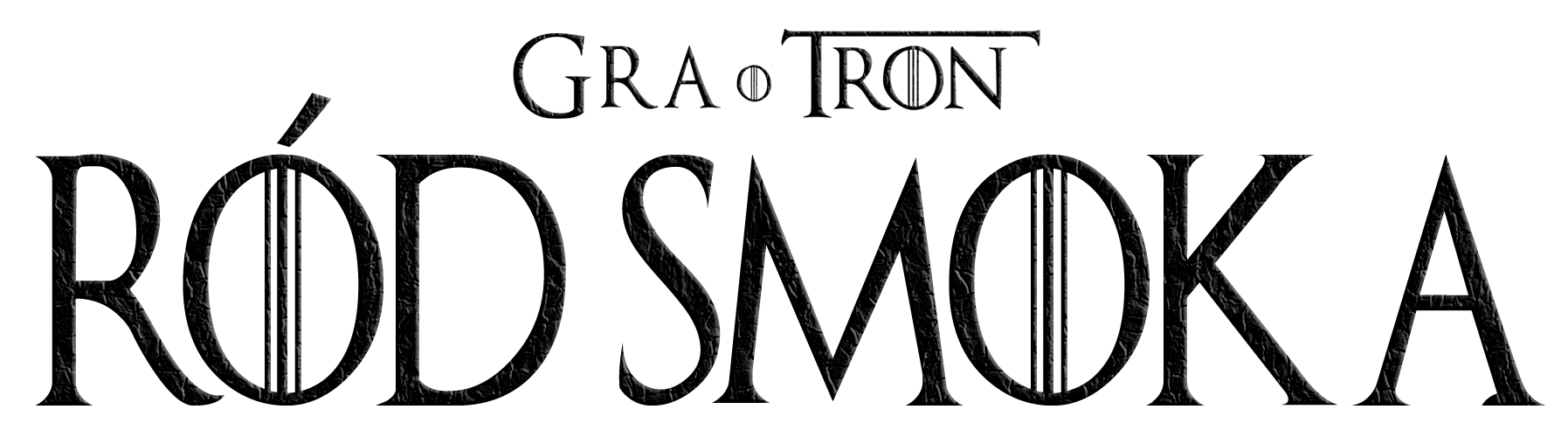
Ród smoka
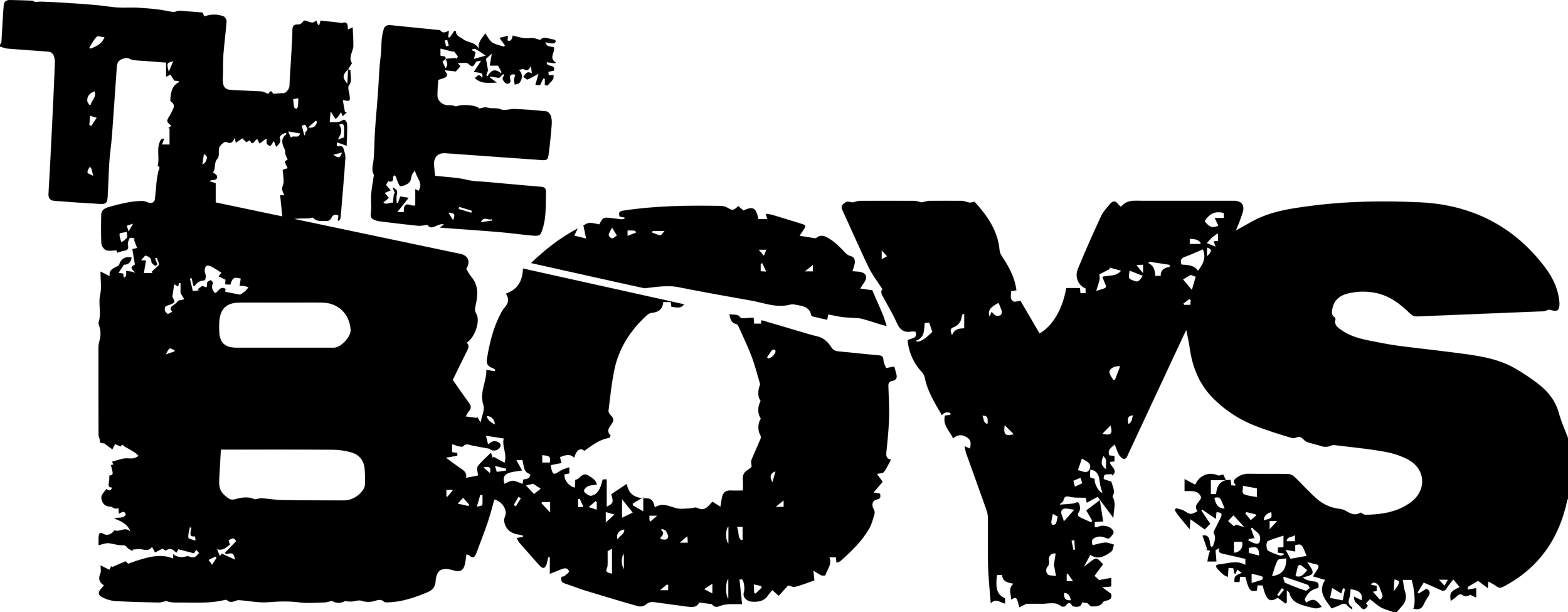
The Boys 3
Wednesday

## Kapituła
Opracowano na podstawie materiału źródłowego:

### Prezenter / prowadzący / gospodarz show
- Katarzyna Cichopek i Maciej Kurzajewski – Pytanie na śniadanie, TVP2
- Katarzyna Dowbor – Nasz nowy dom i zapowiedzi spikerskie, Polsat
- Mateusz Gessler – Hell’s Kitchen. Piekielna kuchnia i zapowiedzi spikerskie, Polsat
- Krzysztof Ibisz – Dancing with the Stars. Taniec z gwiazdami i zapowiedzi spikerskie, Polsat
- Tomasz Kammel i Ida Nowakowska – The Voice Kids, TVP2
- Paulina Krupińska i Damian Michałowski – Dzień dobry TVN, TVN
- Marta Manowska – Rolnik szuka żony, Sanatorium miłości i The Voice Senior, TVP1 i TVP2
- Marcin Prokop – Dzień dobry TVN, Lego Masters i Mam talent!, TVN

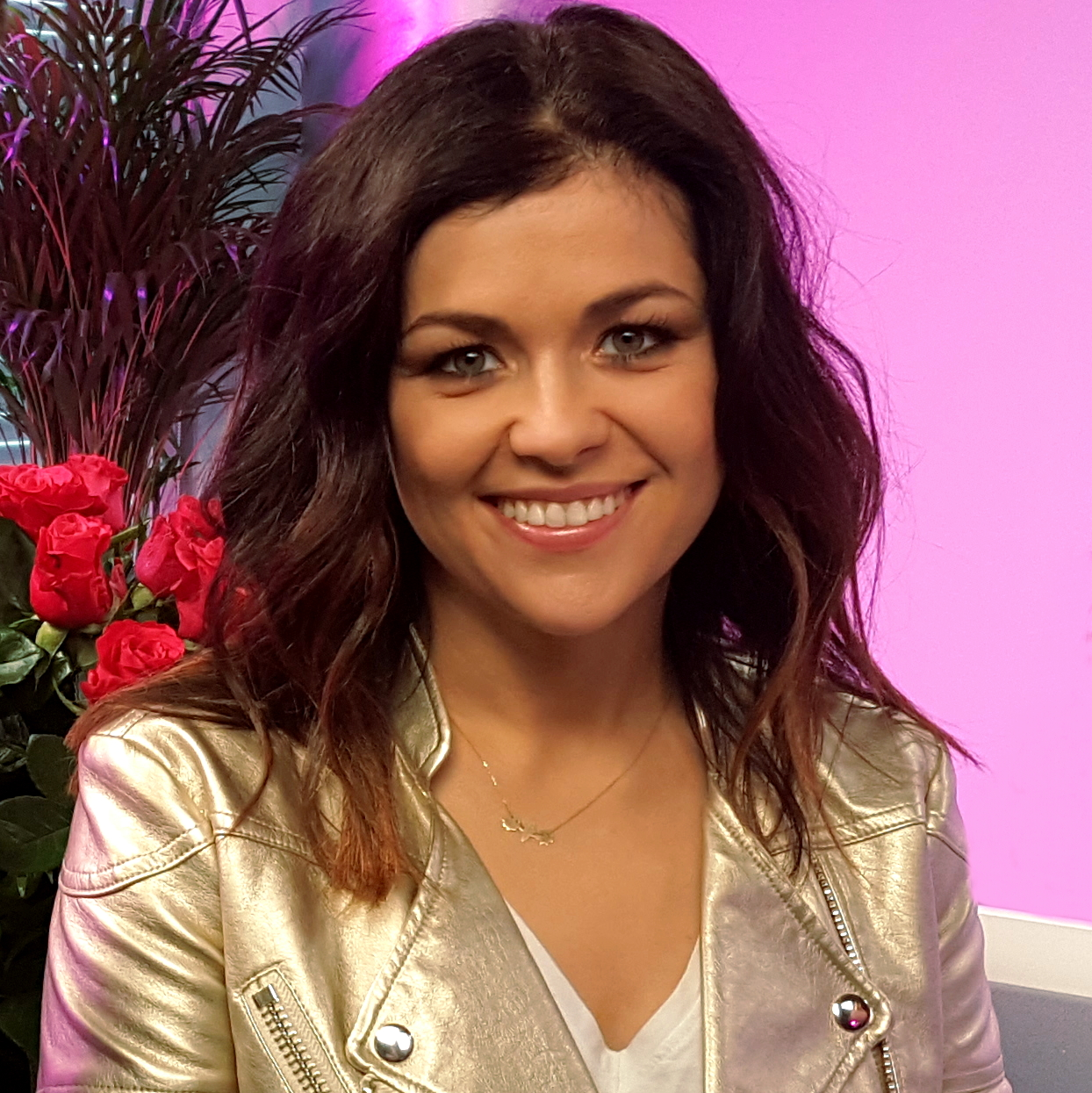
Katarzyna Cichopek
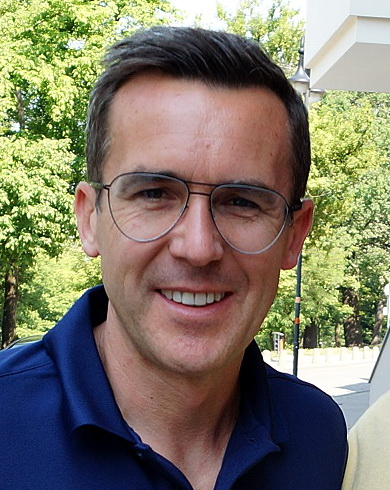
Maciej Kurzajewski
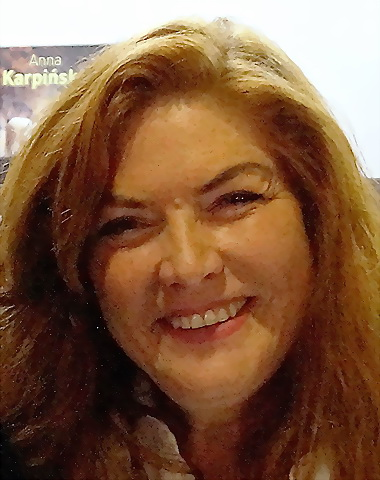
Katarzyna Dowbor
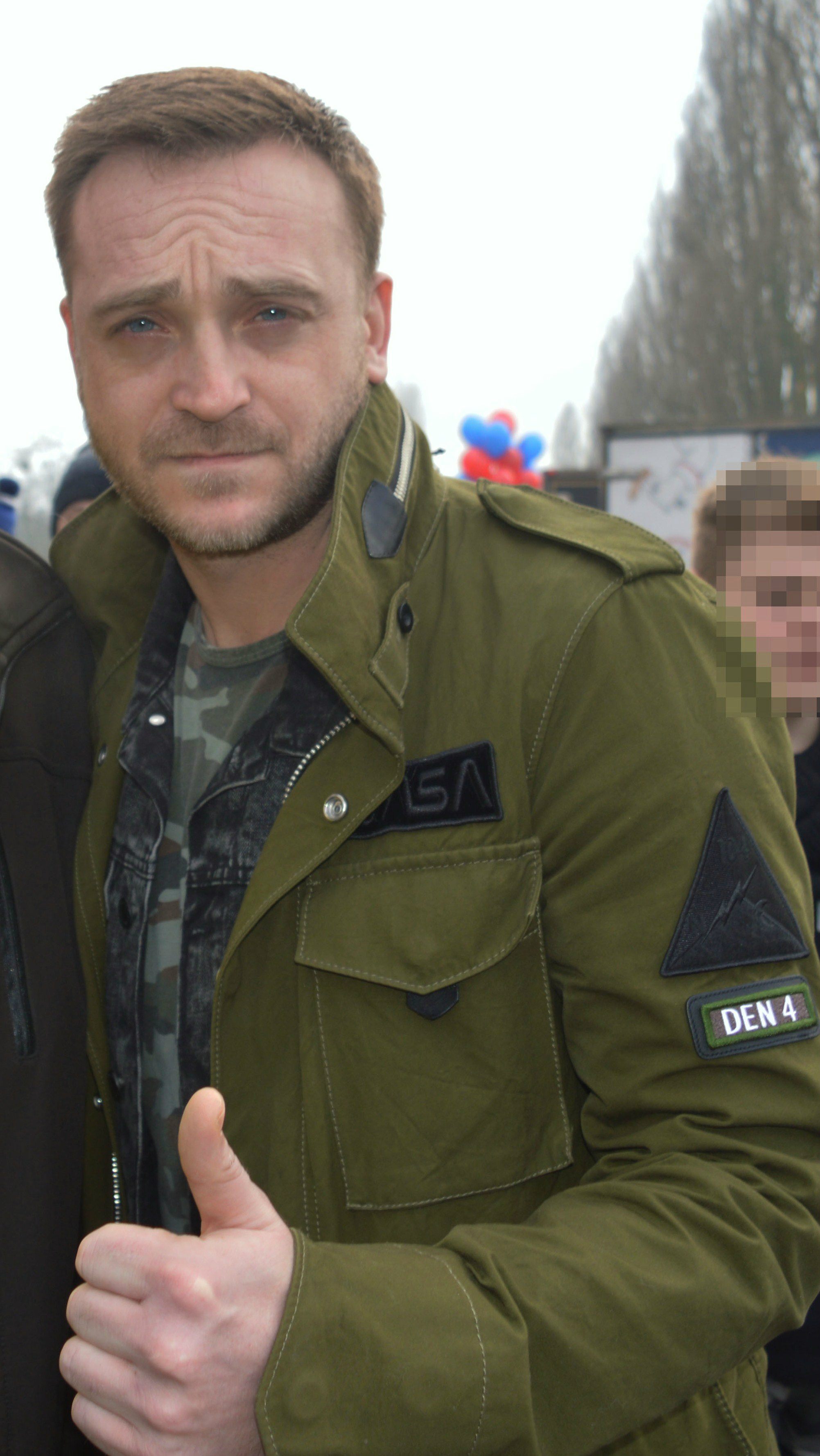
Mateusz Gessler
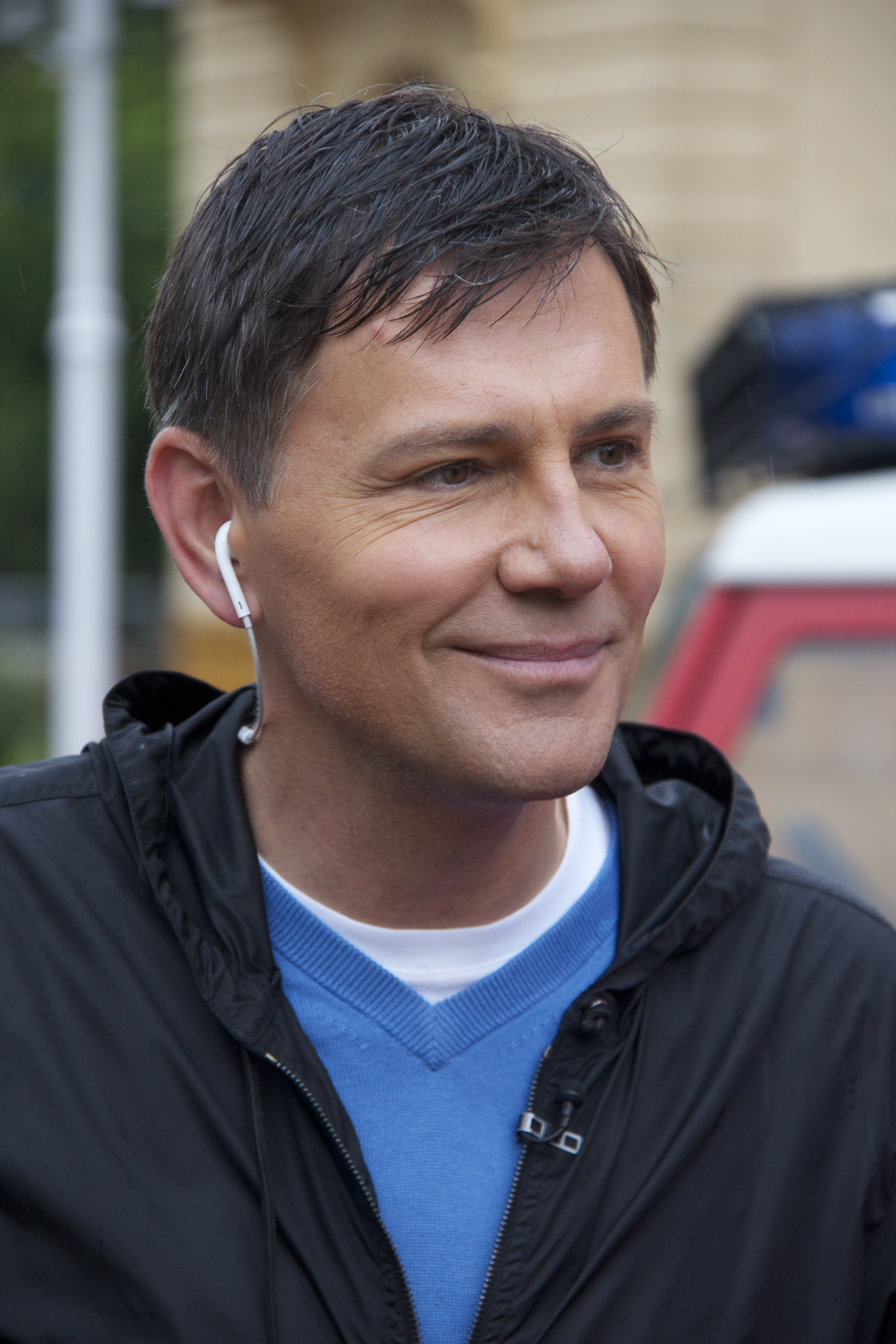
Krzysztof Ibisz
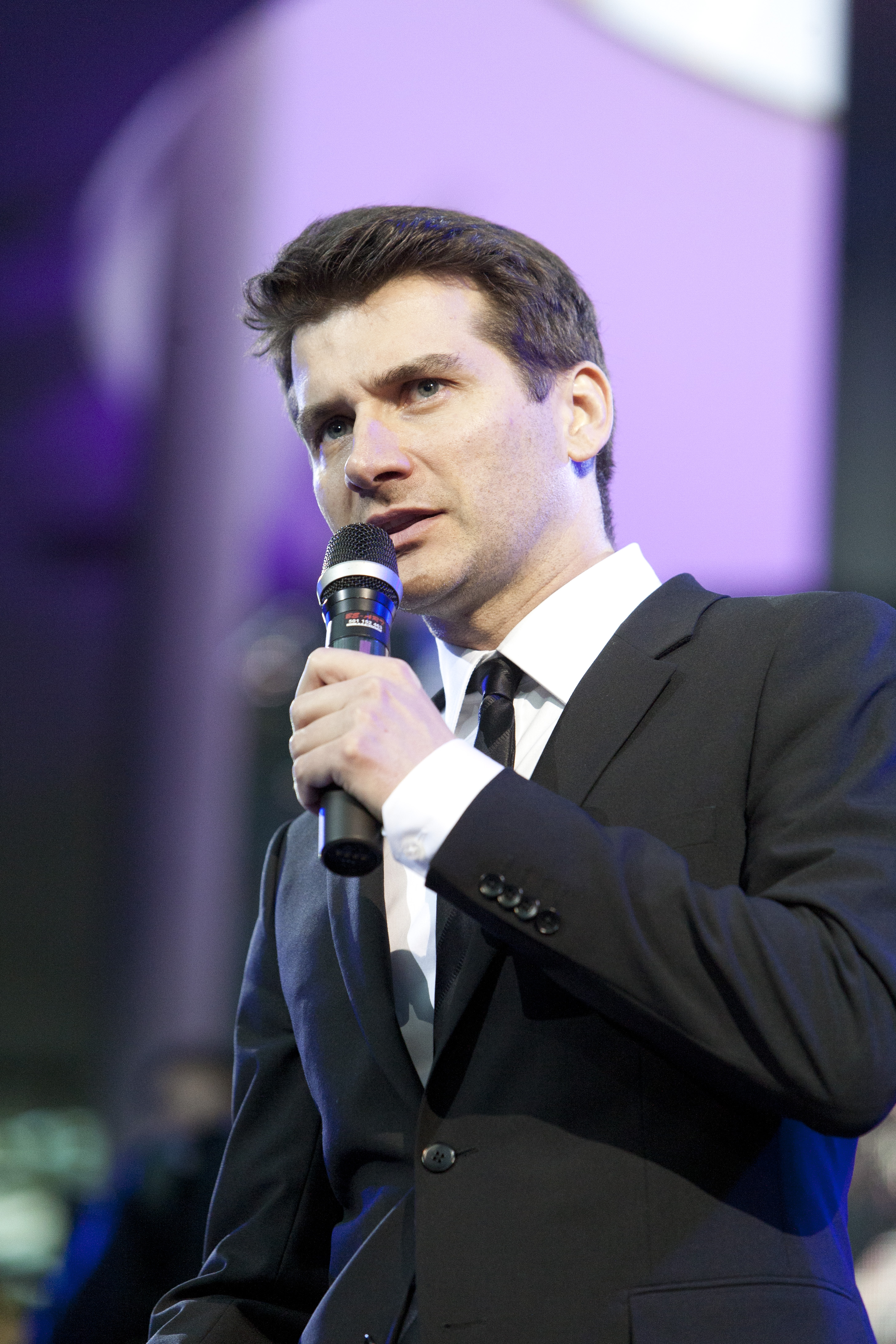
Tomasz Kammel
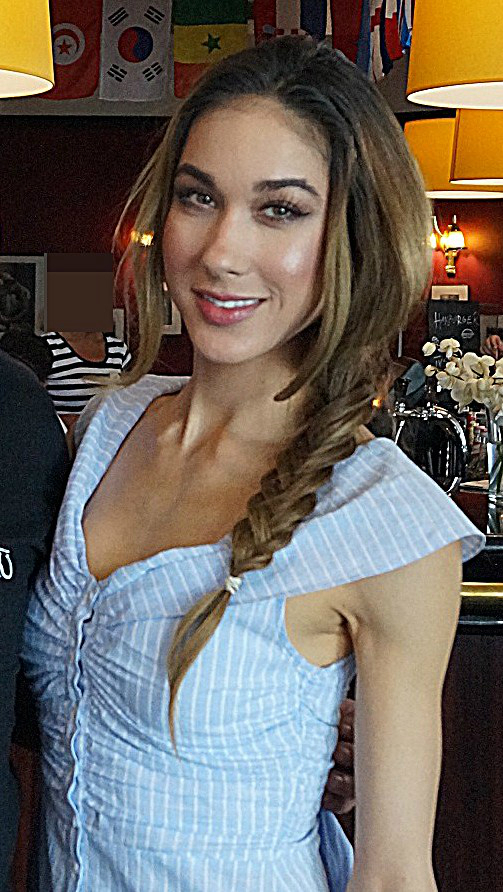
Ida Nowakowska
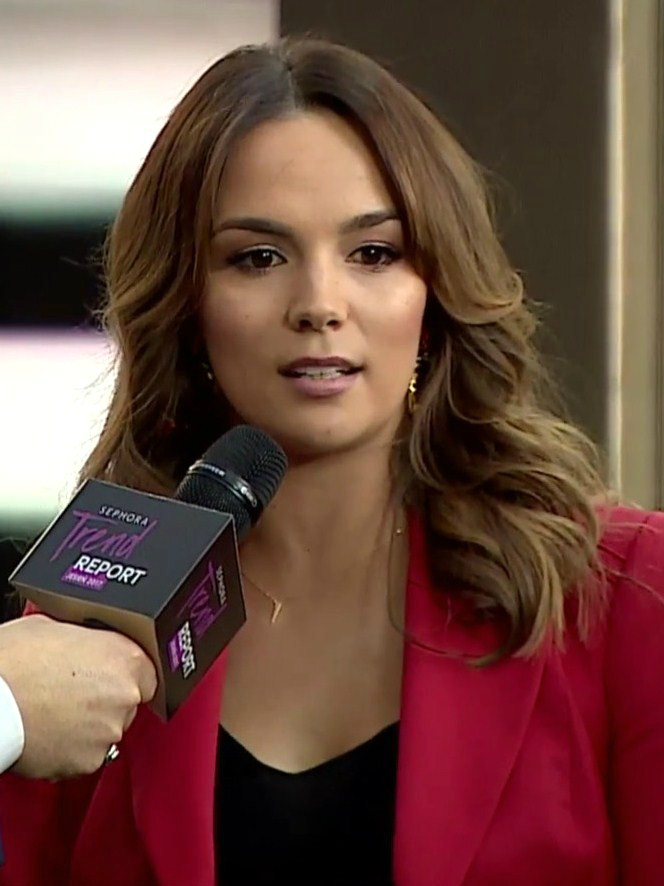
Paulina Krupińska
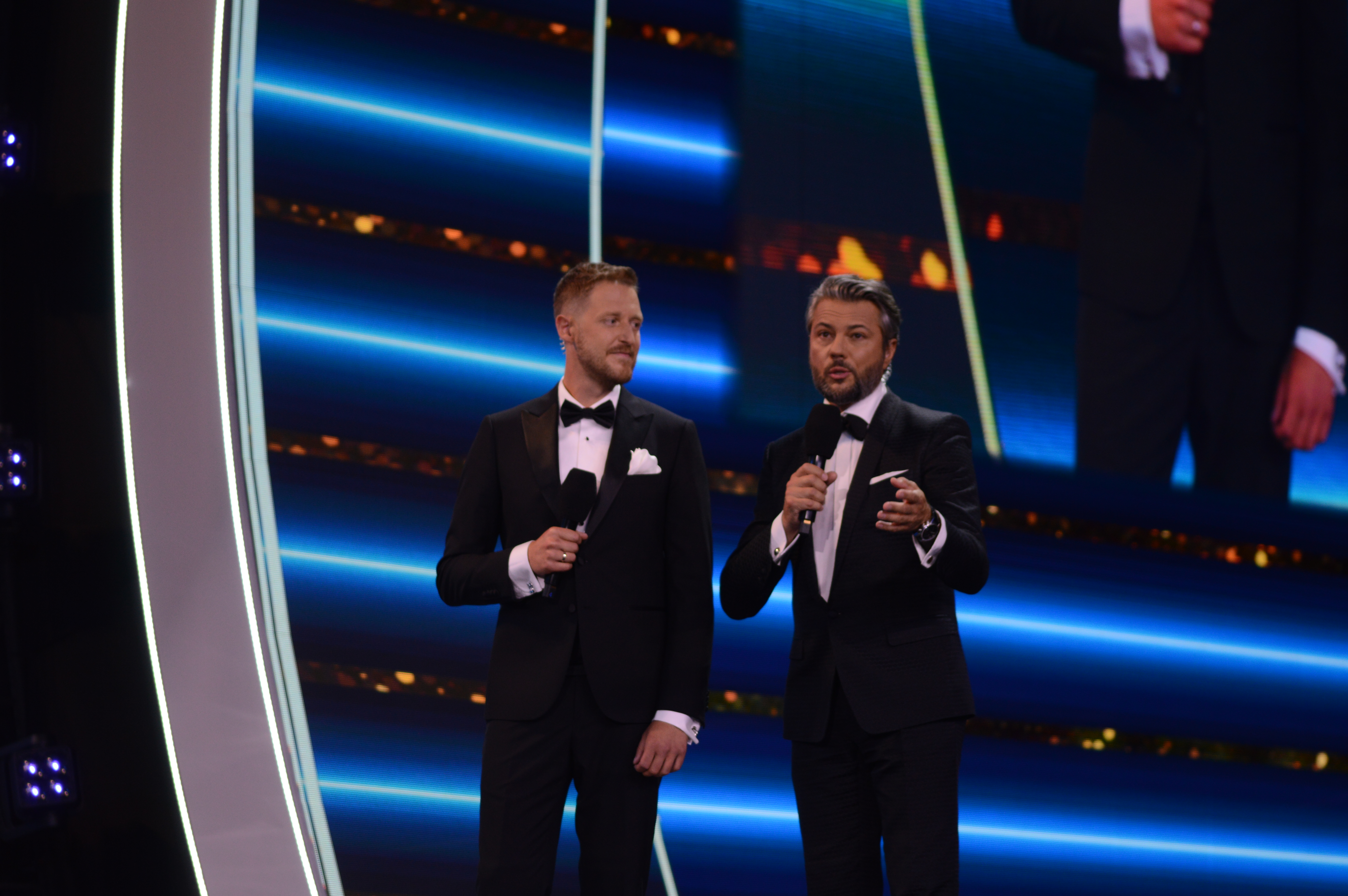
Damian Michałowski
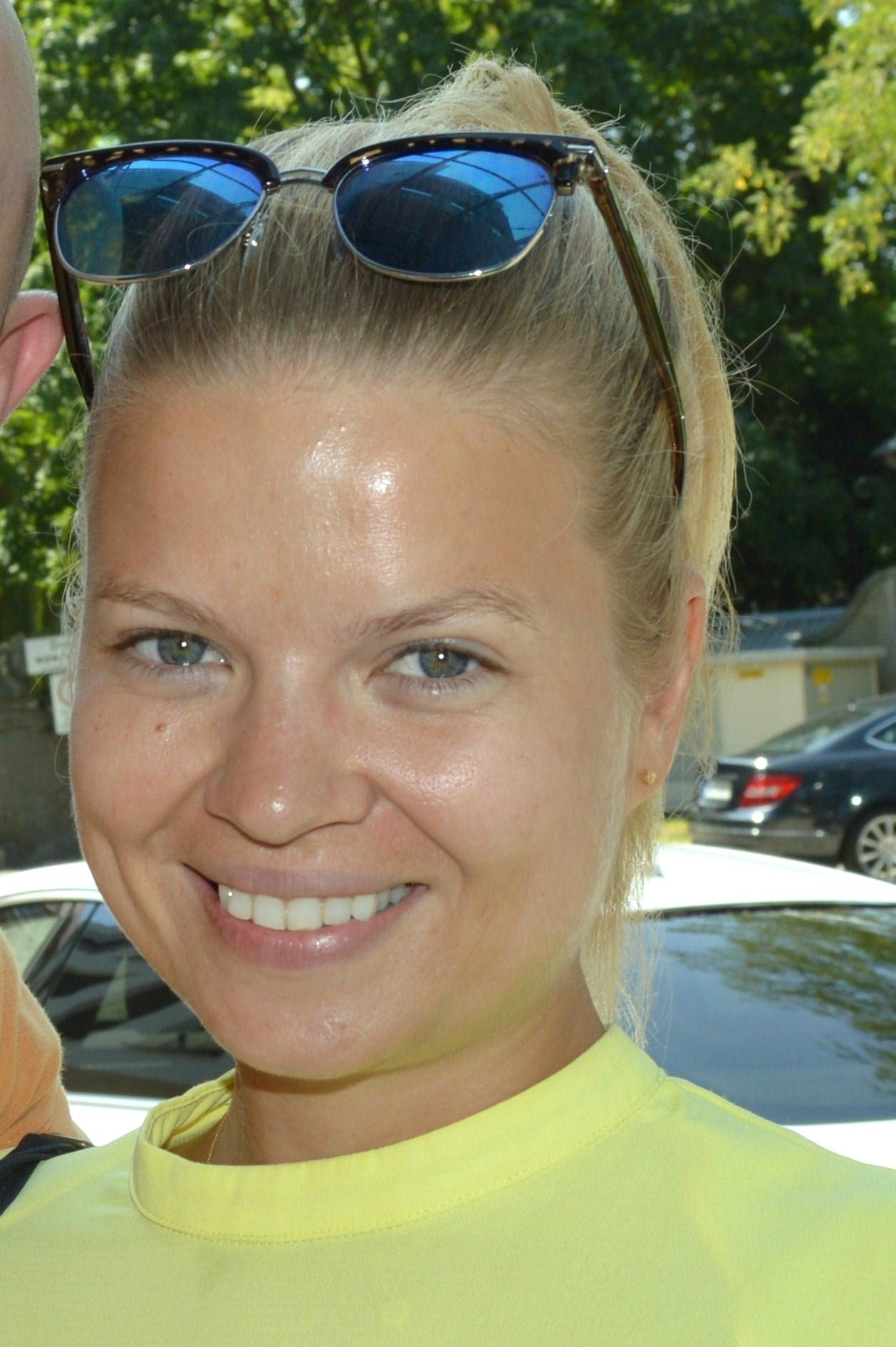
Marta Manowska
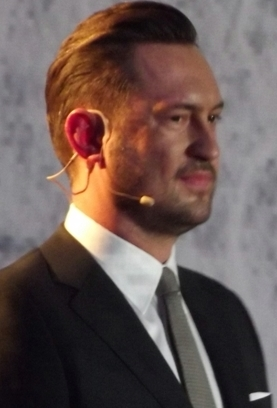
Marcin Prokop

### Informacje / publicystyka
- Wojciech Bojanowski – TVN
- Beata Chmielowska-Olech – Teleexpress, TVP1
- Tomasz Jędruchów – TVP1
- Mateusz Lachowski – Polsat
- Konrad Piasecki – Kawa na ławę, TVN24
- Diana Rudnik – Fakty, TVN
- Bogdan Rymanowski – Gość Wydarzeń, Polsat
- Przemysław Talkowski – Państwo w Państwie, Polsat
- Tomasz Wolny – Panorama, TVP2

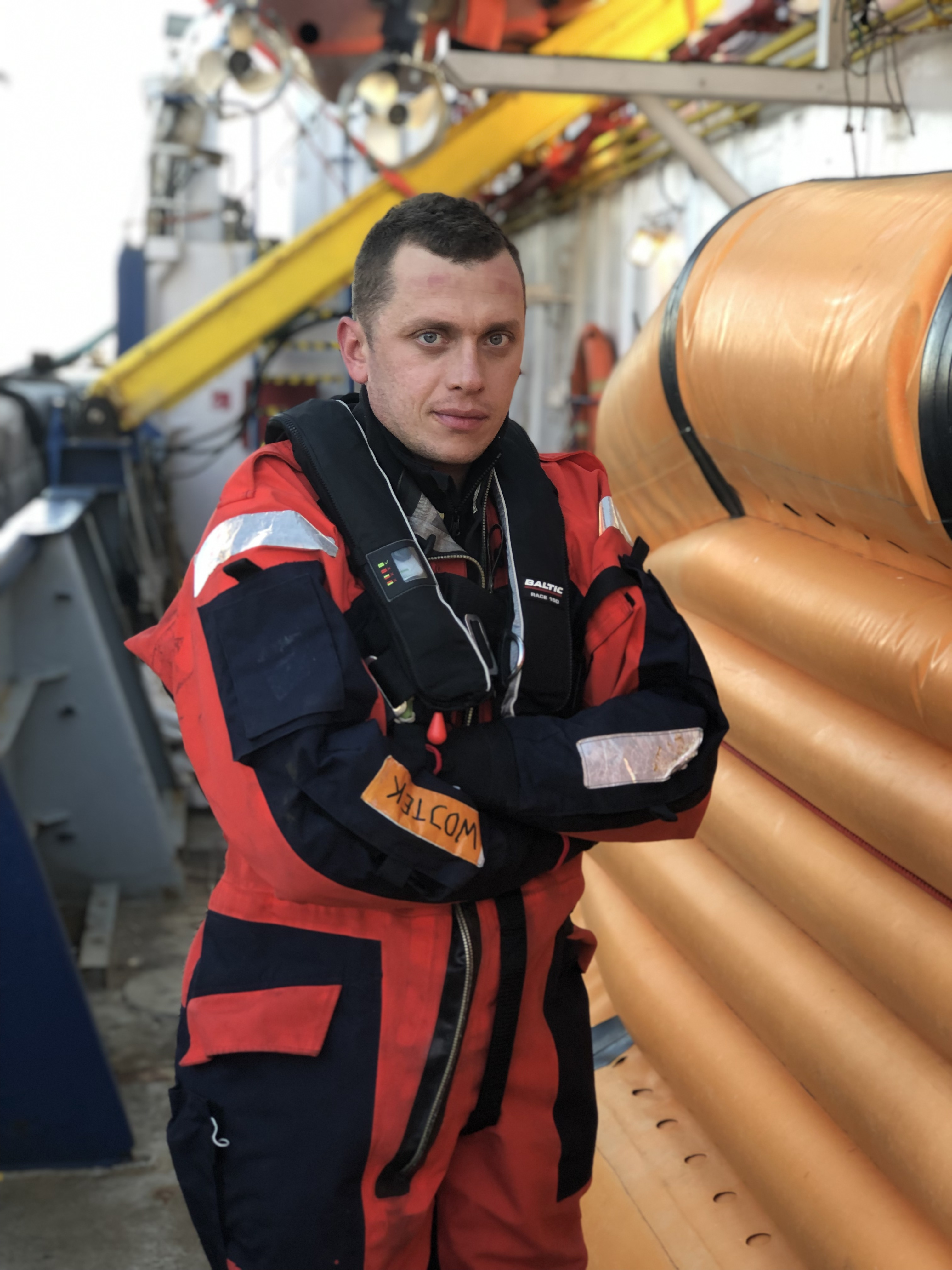
Wojciech Bojanowski
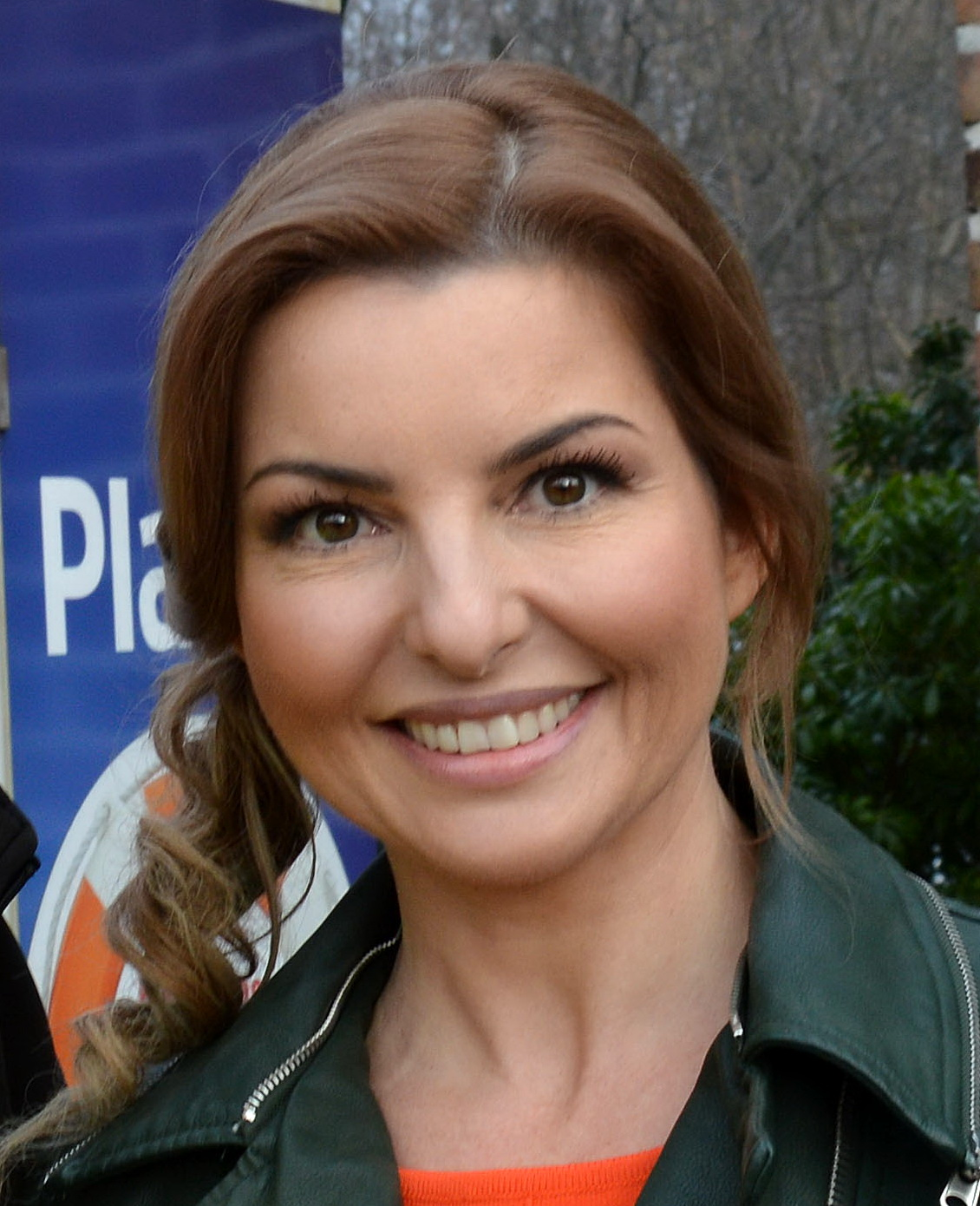
Beata Chmielowska-Olech
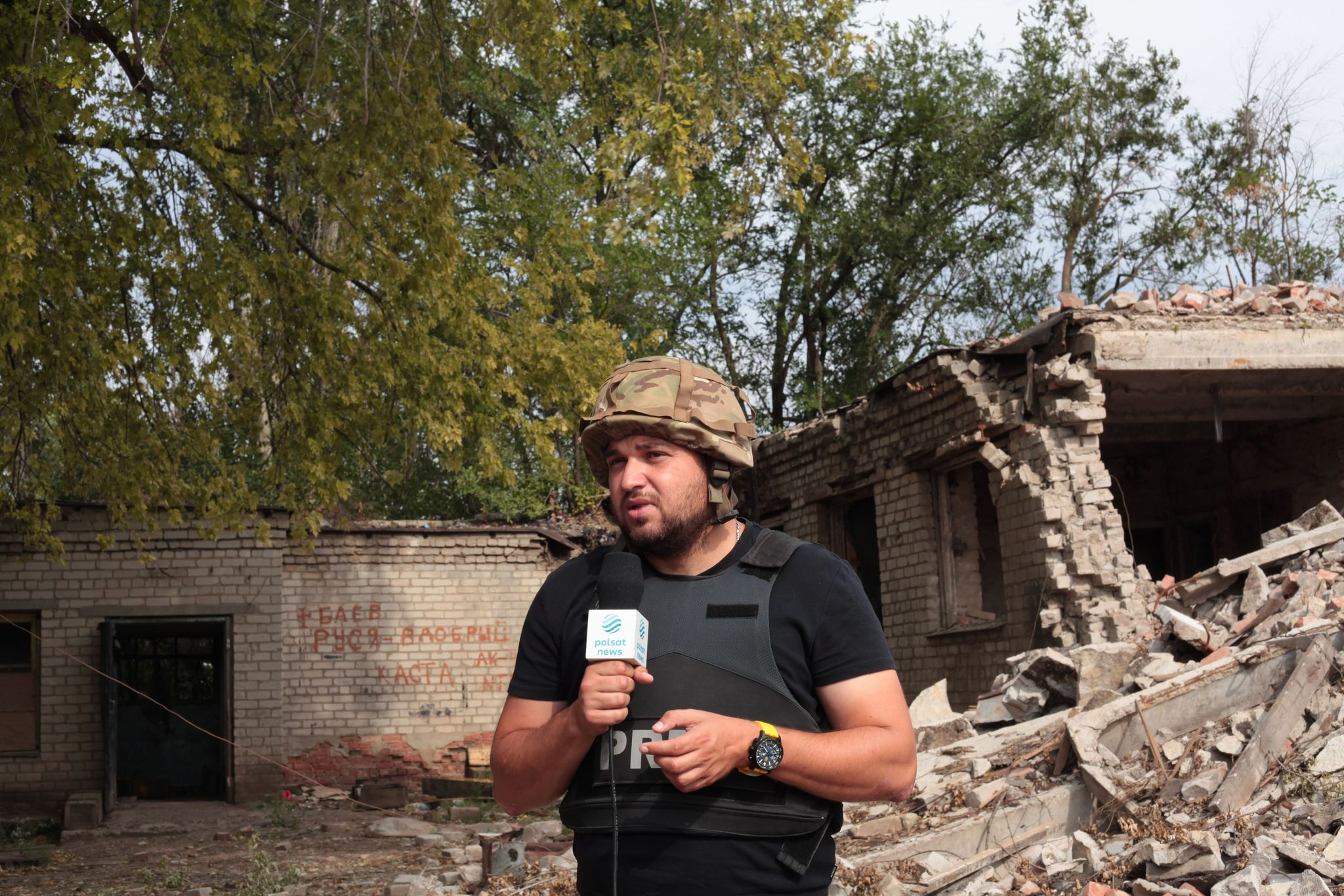
Mateusz Lachowski
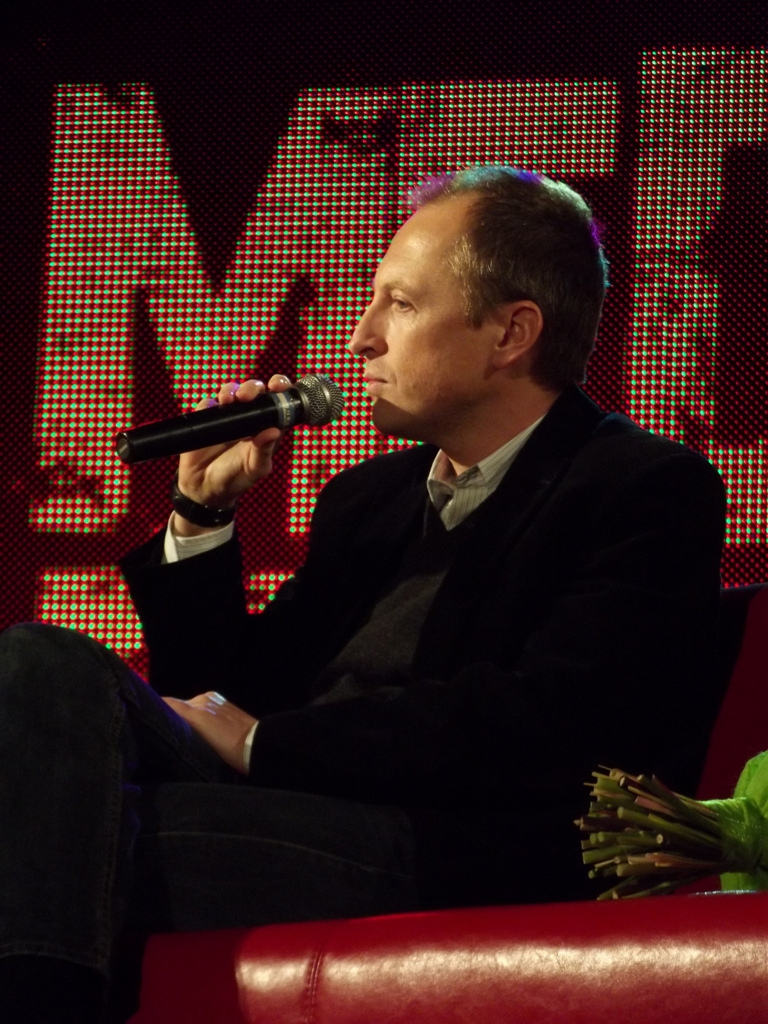
Konrad Piasecki
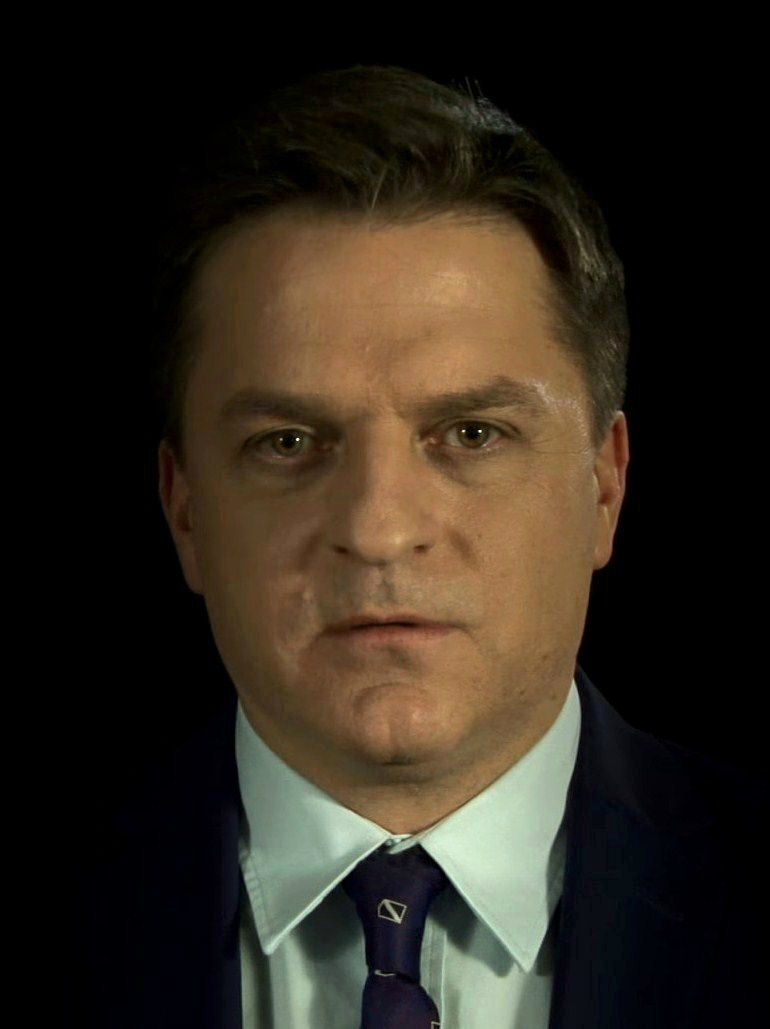
Bogdan Rymanowski
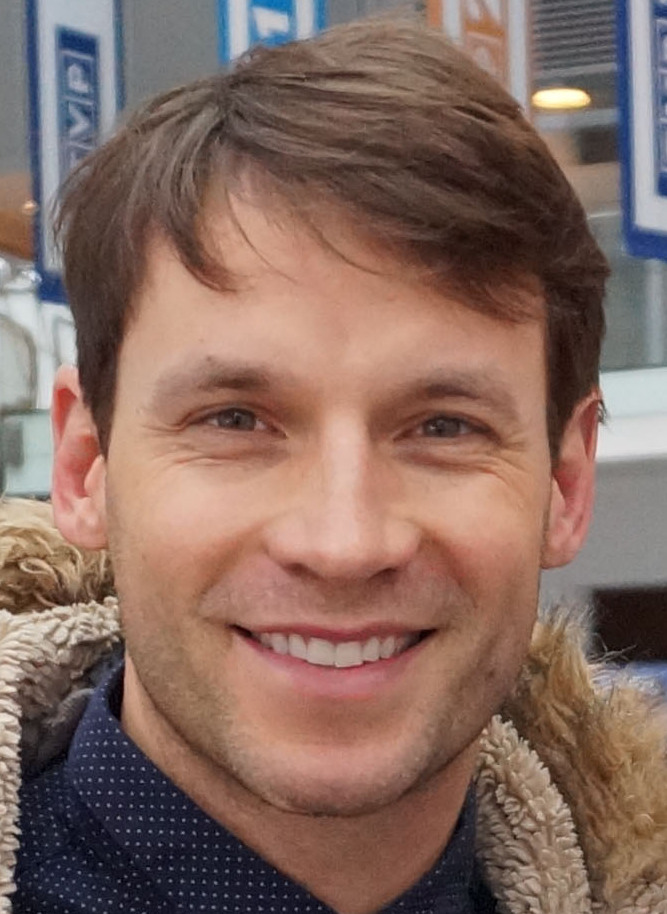
Tomasz Wolny

### Komentator / prezenter / dziennikarz sportowy
- Sylwia Dekiert – TVP Sport
- Wojciech Drzyzga i Tomasz Swędrowski – Polsat Sport
- Jacek Laskowski – TVP Sport
- Rafał Patyra – TVP Sport
- Sebastian Szczęsny – TVN i Eurosport 1
- Mateusz Święcicki – Eleven Sports
- Andrzej Twarowski – Canal+ Premium

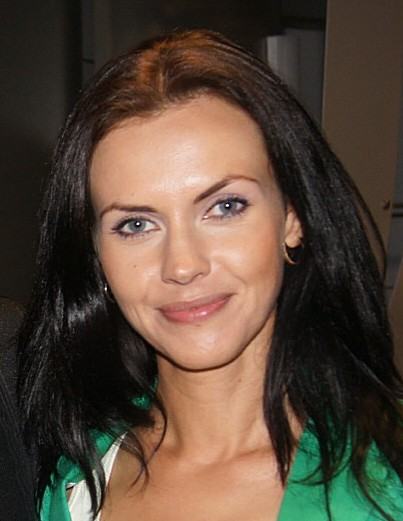
Sylwia Dekiert
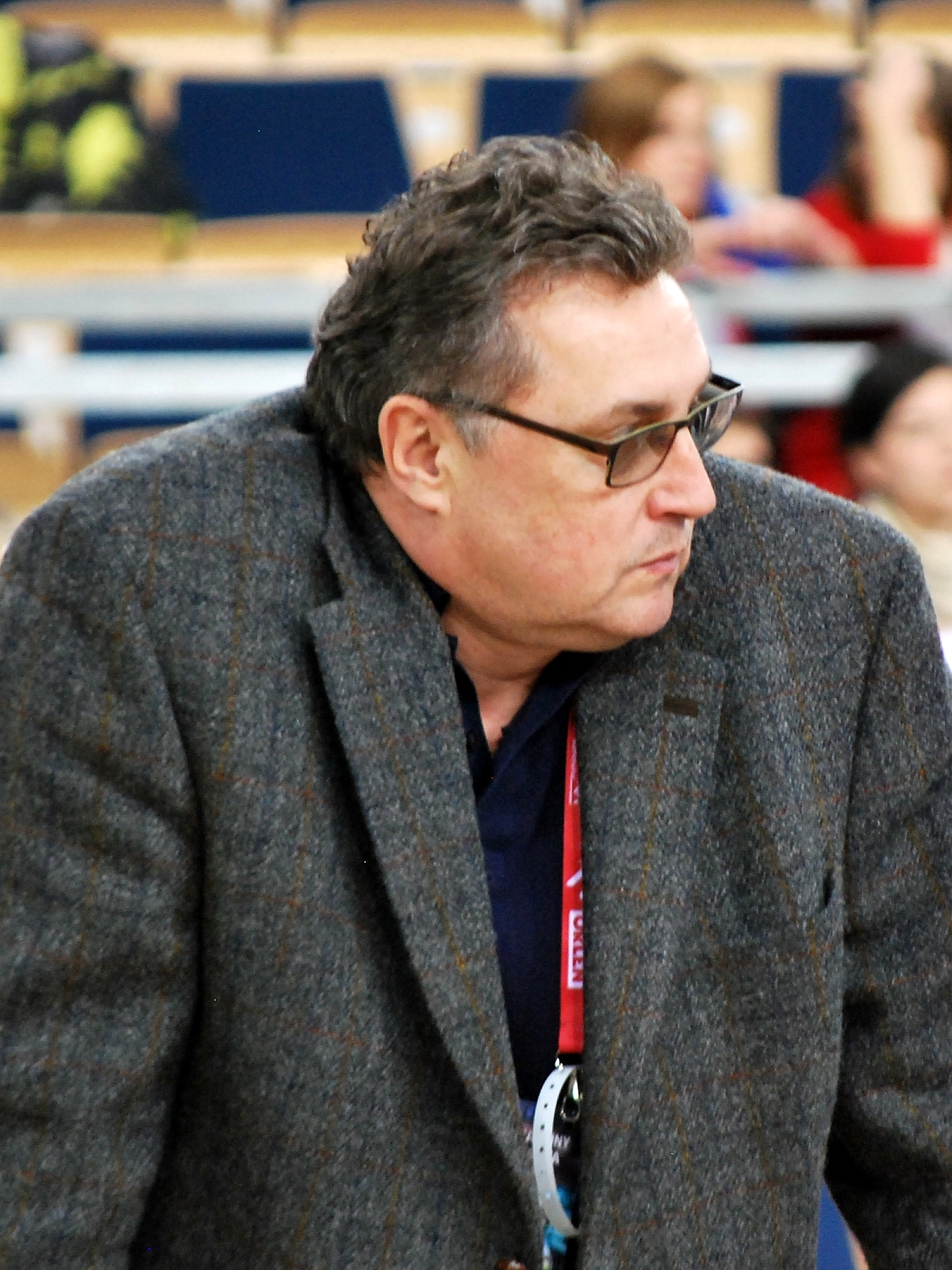
Wojciech Drzyzga
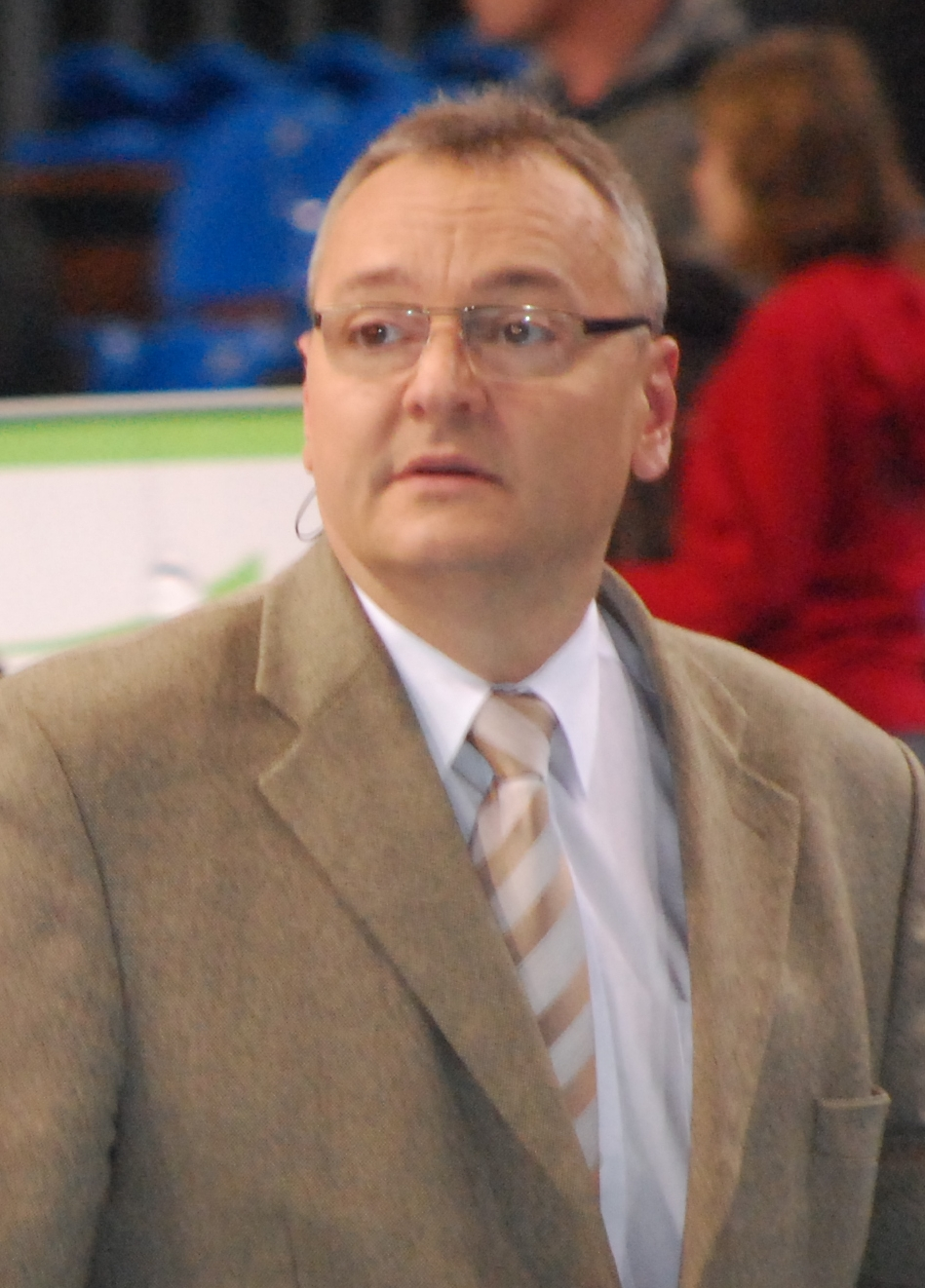
Tomasz Swędrowski
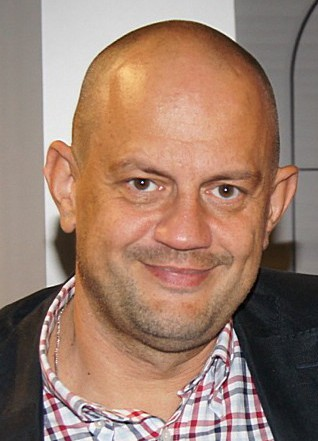
Jacek Laskowski
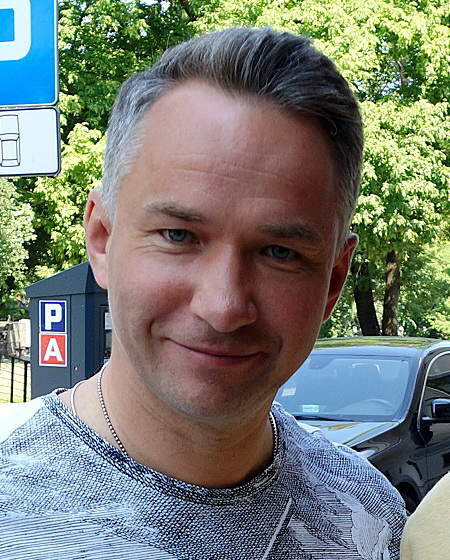
Rafał Patyra
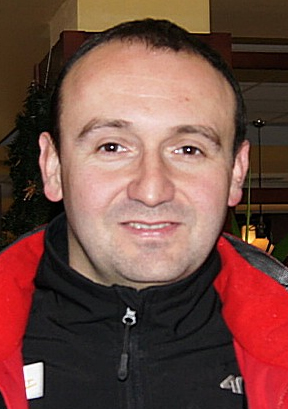
Sebastian Szczęsny

### Juror
- Baron i Tomson – The Voice of Poland i The Voice Kids, TVP2
- Cleo – The Voice Kids, TVP2
- Piotr Cugowski – The Voice Senior, TVP2
- Magda Gessler – MasterChef, TVN
- Jan Kliment – Mam talent!, TVN
- Andrzej Piaseczny – Dancing with the Stars. Taniec z gwiazdami, Polsat
- Małgorzata Walewska – Twoja twarz brzmi znajomo, Polsat

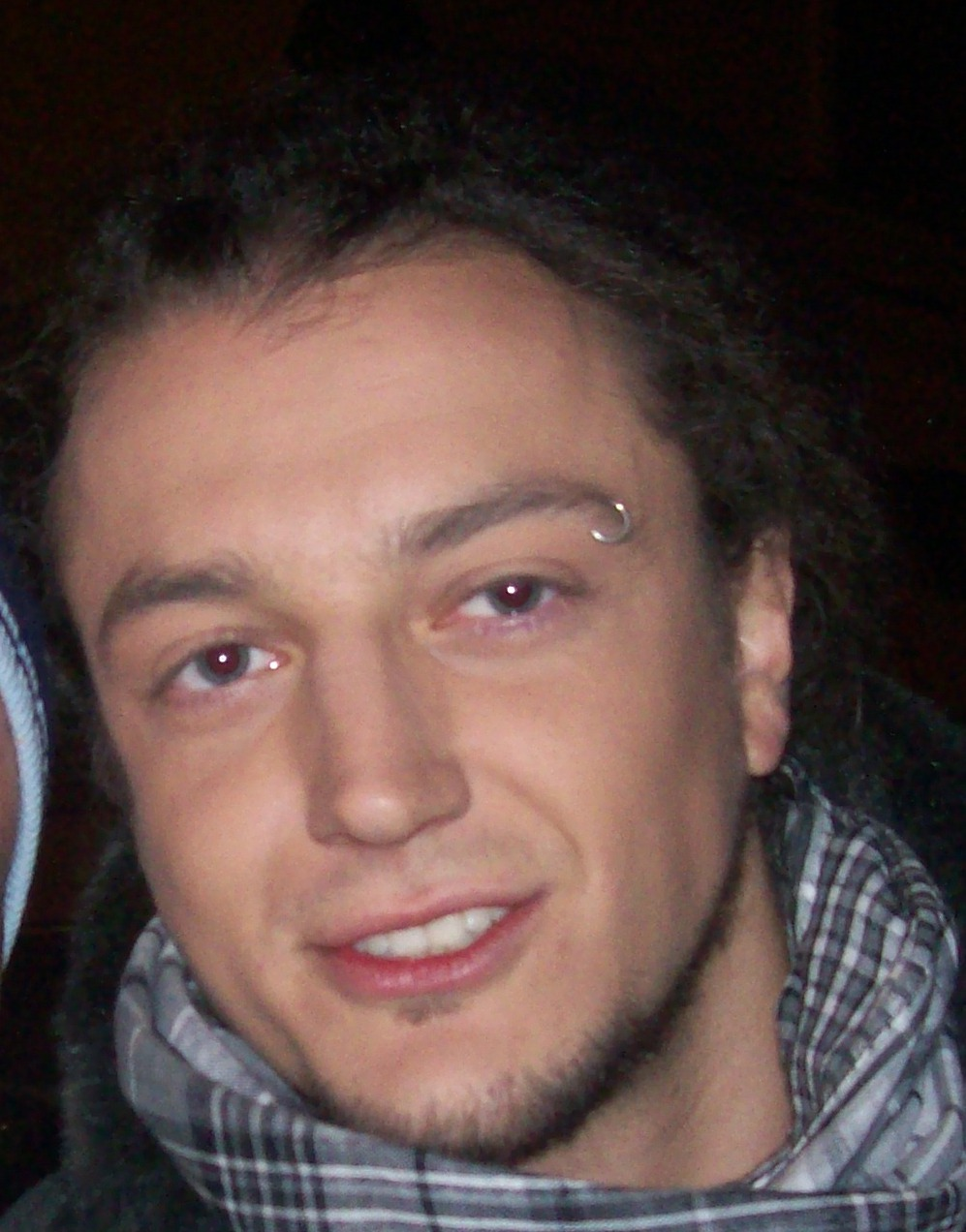
Baron
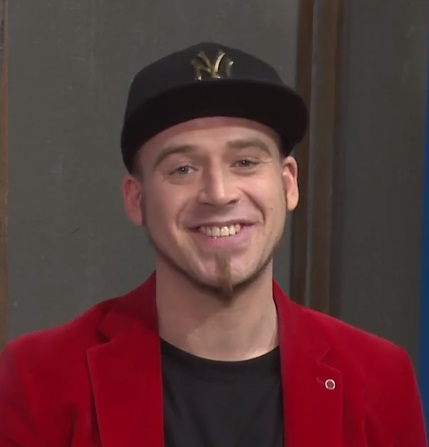
Tomson
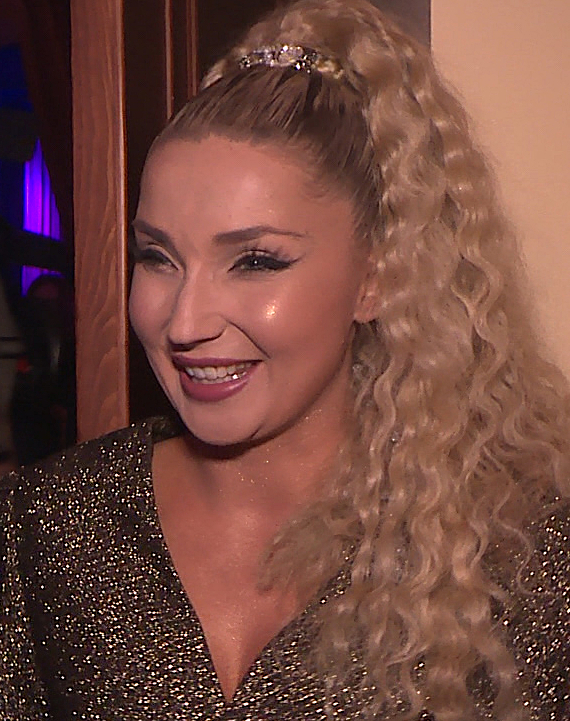
Cleo
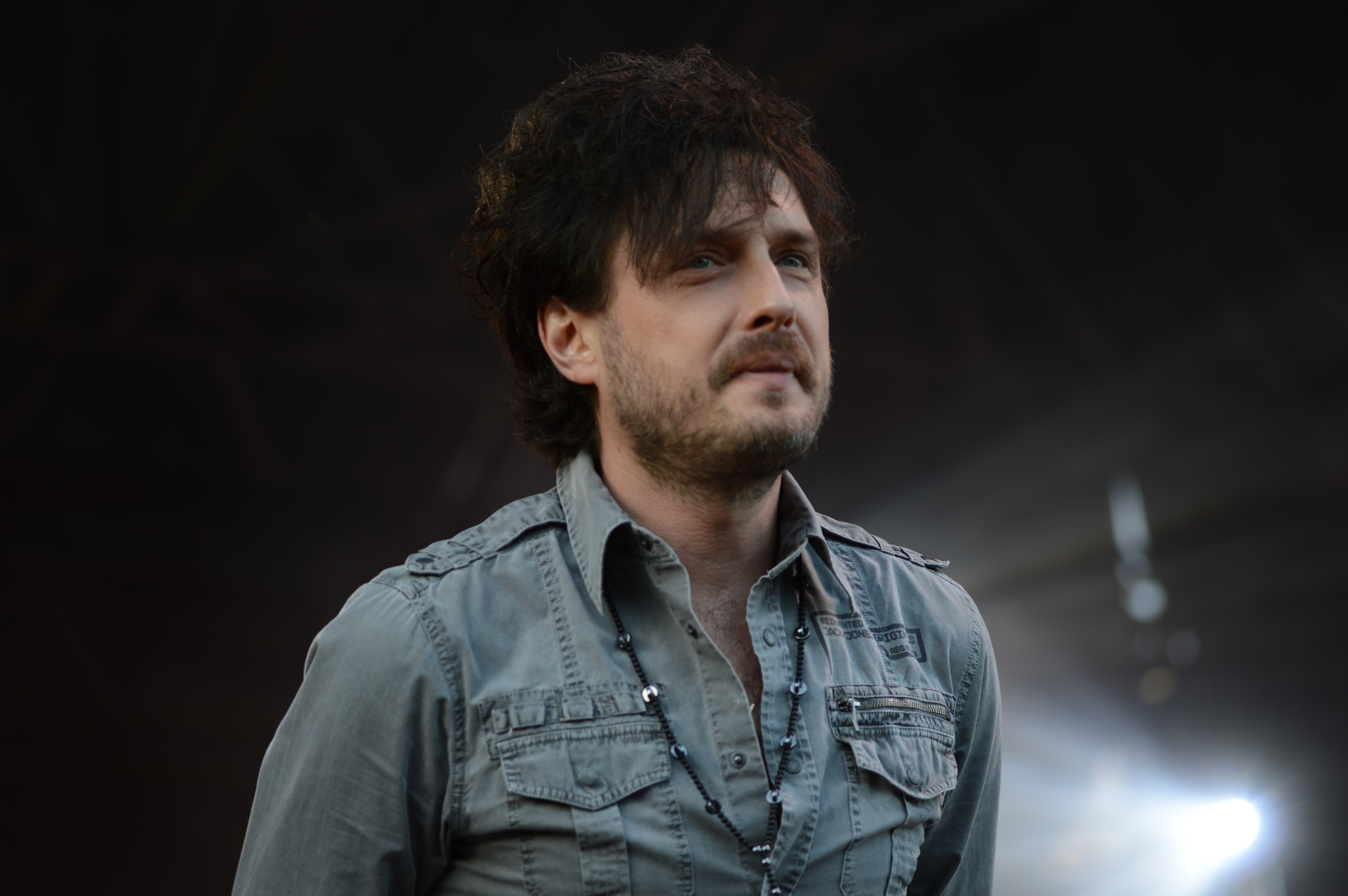
Piotr Cugowski
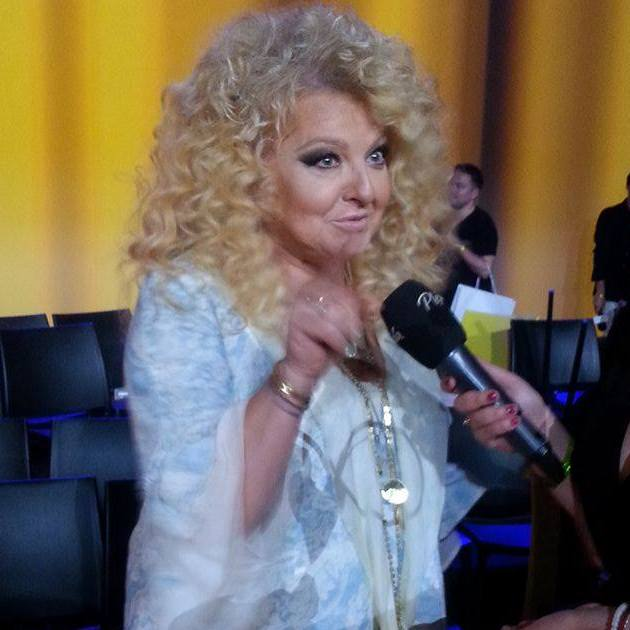
Magda Gessler
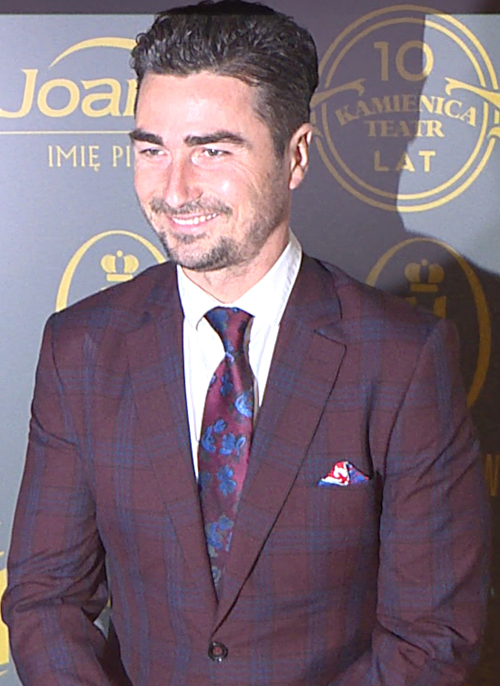
Jan Kliment
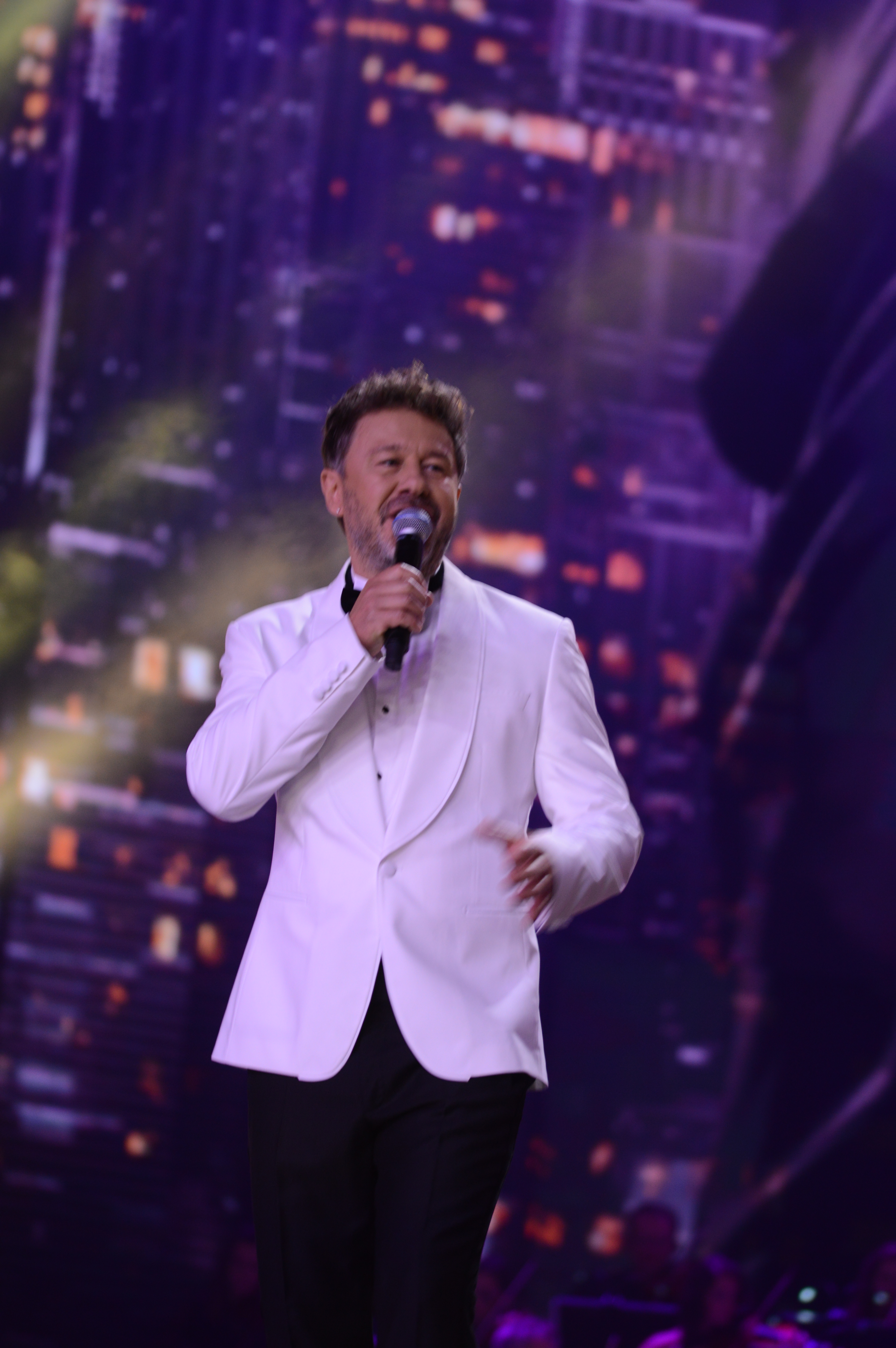
Andrzej Piaseczny
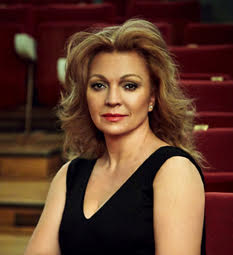
Małgorzata Walewska

### Program rozrywkowy / reality show
- Dancing with the Stars. Taniec z gwiazdami – Polsat
- Kabaret na żywo – Polsat
- Kuchenne rewolucje – TVN
- Mam talent! – TVN
- MasterChef – TVN
- Nasz nowy dom – Polsat
- Rolnik szuka żony – TVP1
- Sanatorium miłości – TVP1
- The Voice Kids – TVP2
- The Voice of Poland – TVP2
- The Voice Senior – TVP2
- Twoja twarz brzmi znajomo – Polsat